# Pluton (planète naine)
(134340) Pluton
Vous lisez un « article de qualité » labellisé en 2004.  Il fait partie d'un « thème de qualité ».
Pour les articles homonymes, voir Pluton.
Pluton, officiellement désignée par (134340) Pluton (désignation internationale : (134340) Pluto), est une planète naine, la plus volumineuse connue dans le Système solaire (2 372 km de diamètre, contre 2 326 km pour Éris), et la deuxième en ce qui concerne sa masse (après Éris). Pluton est ainsi le neuvième plus gros objet connu orbitant directement autour du Soleil et le dixième par la masse. Premier objet transneptunien identifié, Pluton orbite autour du Soleil à une distance variant entre 30 et 49 unités astronomiques et appartient à la ceinture de Kuiper, ceinture dont il est (tant par la taille que par la masse) le plus grand membre connu.
Après sa découverte par l'astronome américain Clyde Tombaugh en 1930, Pluton était considérée comme la neuvième planète du Système solaire. À la fin du XXe siècle et au début du XXIe siècle, de plus en plus d'objets similaires furent découverts dans le Système solaire externe, en particulier Éris, alors estimé légèrement plus grand et plus massif que Pluton. Cette évolution amena l'Union astronomique internationale (UAI) à redéfinir la notion de planète, Cérès, Pluton et Éris étant depuis le 24 août 2006 classées comme des planètes naines. L'UAI a également décidé de faire de Pluton le prototype d'une nouvelle catégorie d'objets transneptuniens. À la suite de cette modification de la nomenclature, Pluton a été ajoutée à la liste des objets mineurs du Système solaire et s'est vu attribuer le numéro 134340 dans le catalogue des objets mineurs.
Pluton est principalement composée de roche et de glace de méthane, mais aussi de glace d'eau et d'azote gelé. Son diamètre est d'environ les deux tiers de celui de la Lune.
Pluton est le corps principal du système plutonien. Le couple que forme Pluton avec son grand satellite, Charon (diamètre 1 200 kilomètres), est souvent considéré comme un système double, car la différence de masse entre les deux objets est l'une des plus faibles de tous les couples corps primaire/satellite du système solaire (rapport 8:1) et le barycentre de leurs orbites ne se situe pas à l'intérieur d'un des deux corps (il est légèrement à l'extérieur de Pluton).
Quatre autres satellites naturels, nettement plus petits et tous en orbite à peu près circulaire (excentricité < 0,006) à l'extérieur de l'orbite de Charon, complètent le système tel qu'actuellement connu (dans l'ordre en s'éloignant) : Styx, Nix, Kerbéros et Hydre. Tous quatre furent découverts avec l'aide du télescope spatial Hubble : les deux plus importants, Nix et Hydre (respectivement 54 × 41 × 36 km et 43 × 33 km), en 2005, Kerbéros (environ 12 × 4 km) en 2011 et Styx (environ 7 × 5 km) en 2012. Ces deux derniers ont reçu leur nom officiel en juillet 2013. Les dimensions mentionnées correspondent à des mesures effectuées ultérieurement à leur découverte, et non aux premières estimations qui purent être faites.
La sonde spatiale New Horizons, lancée en janvier 2006 par la NASA, est la première sonde à explorer le système plutonien ; elle le traverse le 14 juillet 2015 à une distance minimale de 11 095 km de Pluton, après un voyage de 6,4 milliards de kilomètres. La sonde ne détecte aucun autre satellite de plus de 1,7 km de diamètre pour un albédo de 0,5.

## Historique

### Pré-découvertes
D'après Greg Buchwald, Michel DiMario et Walter Wild, Pluton a été photographiée le 21 août et le 11 novembre 1909 à l'observatoire Yerkes de l'université de Chicago. Cependant, leurs coordonnées n'apparaissent pas dans la liste des quatorze autres pré-découvertes de Pluton qui sont recensées dans les données du Minor Planet Center. La toute première officiellement identifiée est celle du 23 janvier 1914 à l'observatoire du Königstuhl de Heidelberg.

### Découverte

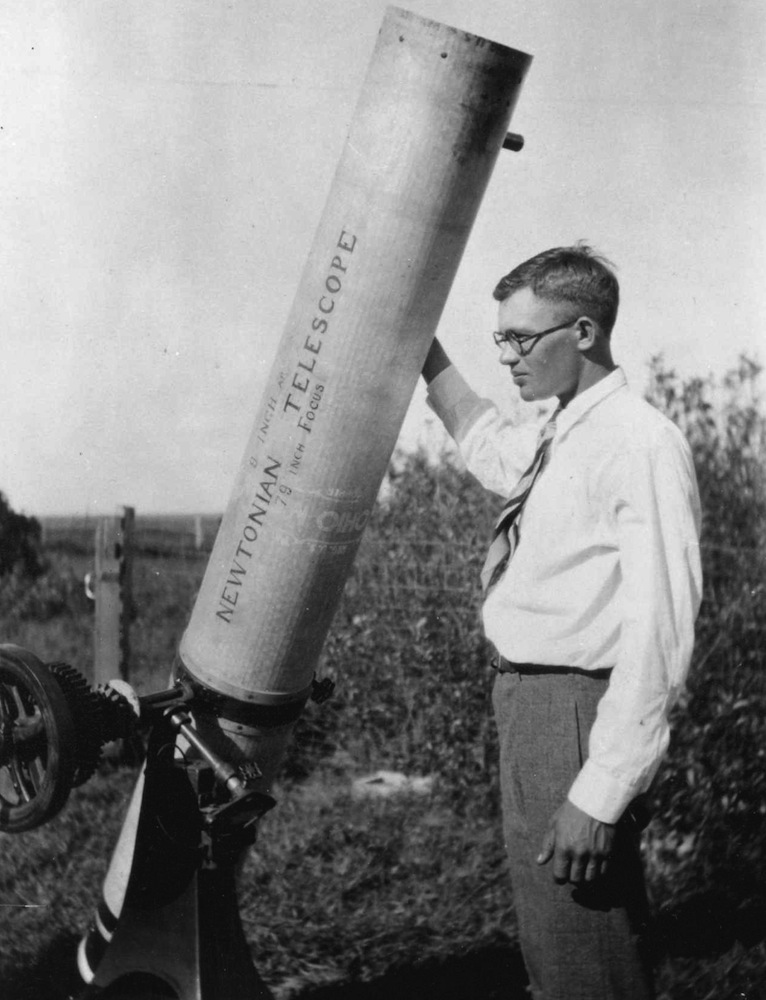
Clyde Tombaugh, l'homme qui a découvert Pluton.

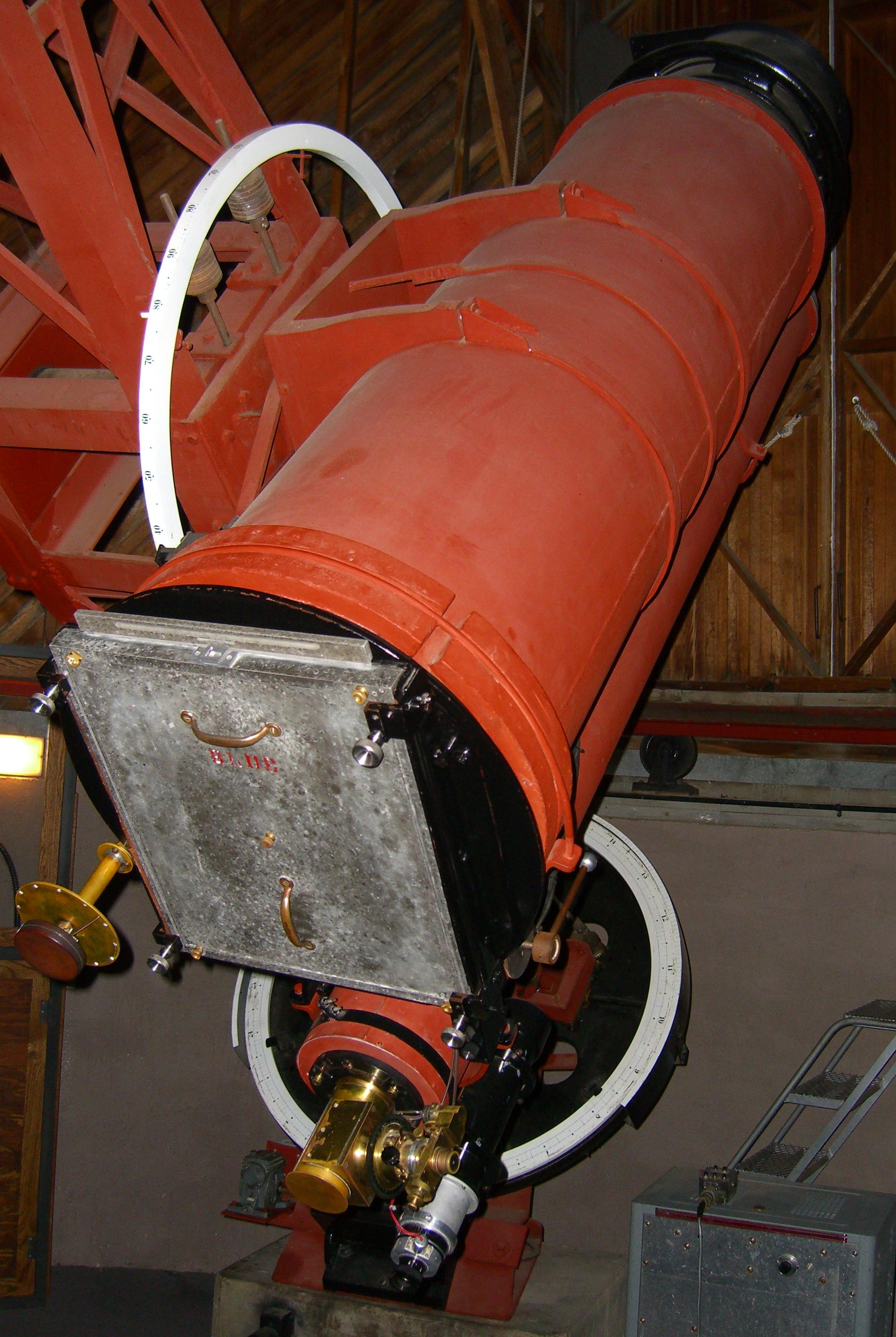
Astrographe de l'observatoire Lowell ayant servi à la découverte de Pluton.
En métal gris, le dispositif photographique.

Pluton fut découvert en 1930 lors de la recherche d'un corps céleste permettant d'expliquer les perturbations orbitales de Neptune, hypothèse proposée par Percival Lowell comme la planète X.
Ayant fait fortune dans les affaires, Lowell se fait construire en 1894 un observatoire à plus de 2 000 m d'altitude dans l'Arizona et entreprend la recherche d'une neuvième planète au-delà de Neptune. Il pense suivre la même méthode que celle qui avait conduit à la découverte de cette dernière en étudiant son orbite, mais la précision des instruments de l'époque ne permettant pas de mesurer de façon précise les anomalies orbitales, il doit se rabattre sur celles d'Uranus. Sa planète (baptisée « X ») serait située à 47,5 ua, aurait une période de 327 ans et une masse de deux cinquièmes de celle de Neptune. En 1905, il lance une première campagne photographique de trois ans, mais celle-ci ne donne rien de concluant, notamment, comme il fut démontré par la suite, parce que ce programme était focalisé sur l'écliptique et que l'orbite fortement inclinée de Pluton la plaçait à cette époque en dehors du champ des photographies. Lowell ne baisse pas les bras pour autant et décide de redoubler d'efforts, notamment lorsqu'il voit apparaître un concurrent : William Pickering. Celui-ci annonce en 1908 la présence d'une planète qu'il nomme « O » de deux masses terrestres, à une distance de 52 ua et d'une période de 373 ans. En 1911, Lowell fait l'acquisition d'un comparateur à clignotement, machine destinée à l'analyse photographique lui permettant de comparer les clichés beaucoup plus vite (deux séries de photos sont prises à quelques jours d'intervalle pour repérer le mouvement éventuel d'un astre) et entame une nouvelle série de photographies. Ce nouvel échec le mènera à se désintéresser de sa planète X.
Percival Lowell meurt en 1916 mais laisse dans son testament de quoi poursuivre les recherches sans se soucier des problèmes d'argent, bien que des problèmes d'héritage avec sa femme finissent par réduire le budget de l'observatoire. Or dix ans plus tard, l'observatoire doit se doter d'un nouvel instrument. Abbott Lawrence Lowell, le frère de Percival Lowell, accepte de donner dix mille dollars pour la construction d'un télescope de 13 pouces que Clyde W. Tombaugh sera chargé de piloter pour cette lourde tâche qu'est la cartographie minutieuse du ciel, à la recherche de la planète X. Tombaugh réorganise son plan de travail et procède à trois prises au lieu de deux afin d'augmenter les chances de percevoir le mouvement de la planète. La troisième série de clichés prend fin le 29 janvier 1930 et commence alors l'analyse des plaques photographiques. Le 18 février 1930, il remarque un point qui bouge d'une plaque à l'autre sur deux photographies prises les 23 et 29 janvier. L'équipe de l'observatoire Lowell, après avoir pris d'autres photographies permettant de confirmer la découverte, télégraphie la nouvelle au Harvard College Observatory le 13 mars 1930. La découverte est annoncée le 14 mars 1930 par une circulaire de l'Union astronomique internationale.

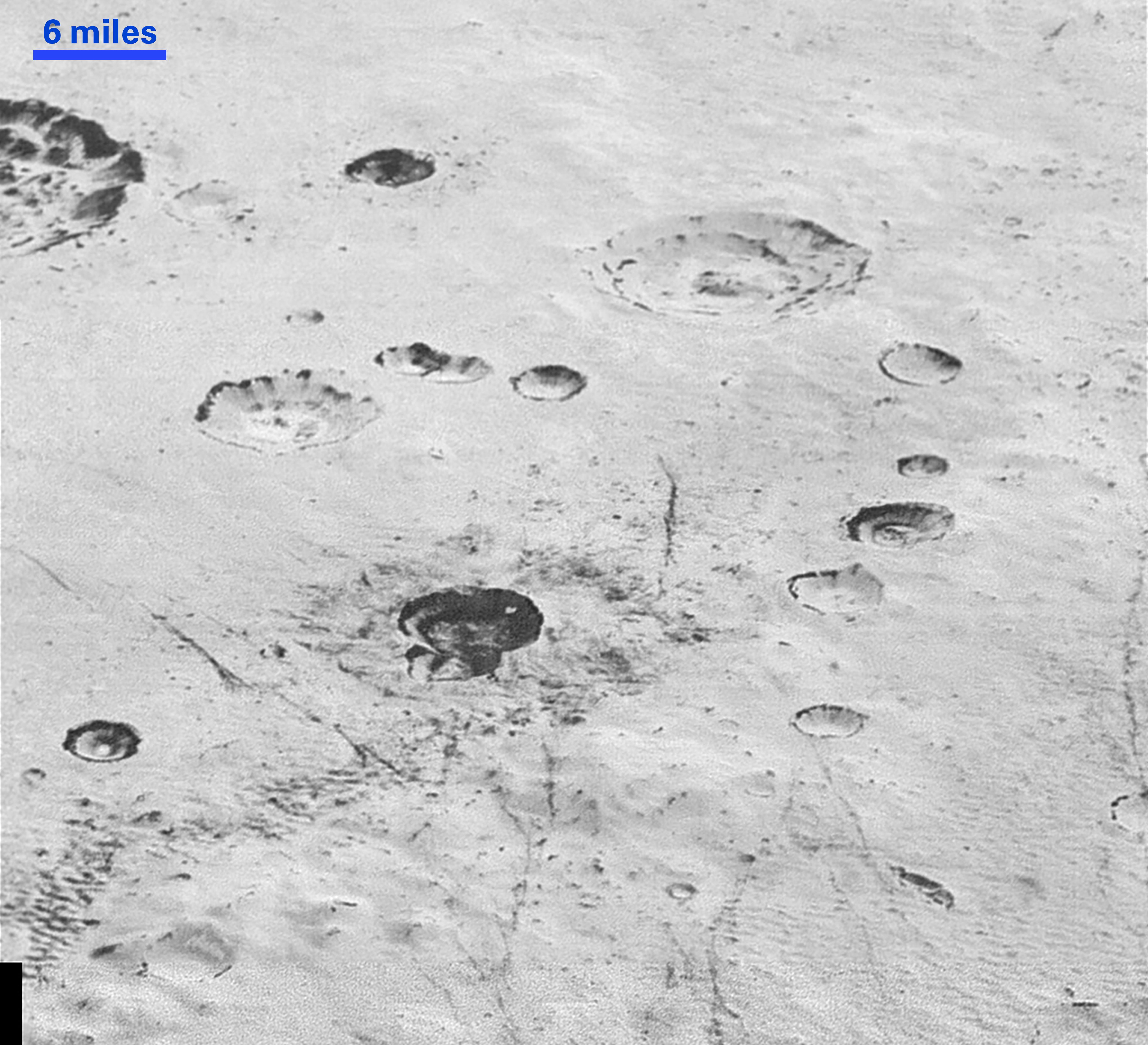
Une partie du bassin Burney, région de Pluton nommée d'après Venetia Burney.

De nombreux observatoires se mettent alors à observer cette nouvelle planète, afin de déterminer son orbite le plus précisément possible. En reprenant des clichés antérieurs, Pluton est rétroactivement observée sur des plaques photographiques remontant jusqu'à 1909.
La planète est nommée à la fois en référence au dieu romain des enfers et à Percival Lowell dont les initiales forment les deux premières lettres de Pluton. Ses initiales forment le premier symbole astronomique et astrologique de Pluton : ♇, (Il y a aussi un deuxième symbole planétaire, ⯓. Ces symboles sont rares en astronomie aujourd'hui, mais courants en astrologie). Le nom fut suggéré par Venetia Burney, une jeune fille de onze ans d'Oxford, en Angleterre. Passionnée de mythologie et d'astronomie, Venetia Burney trouva approprié d'associer le nom du dieu du monde souterrain à ce monde obscur et glacé. Son grand-père qui travaillait à la bibliothèque universitaire d'Oxford en parla à l'astronome Herbert Hall Turner, qui transmit l'idée à ses confrères américains. Le nom de Pluton fut officialisé le 24 mars 1930.

### Pluton et la planète X

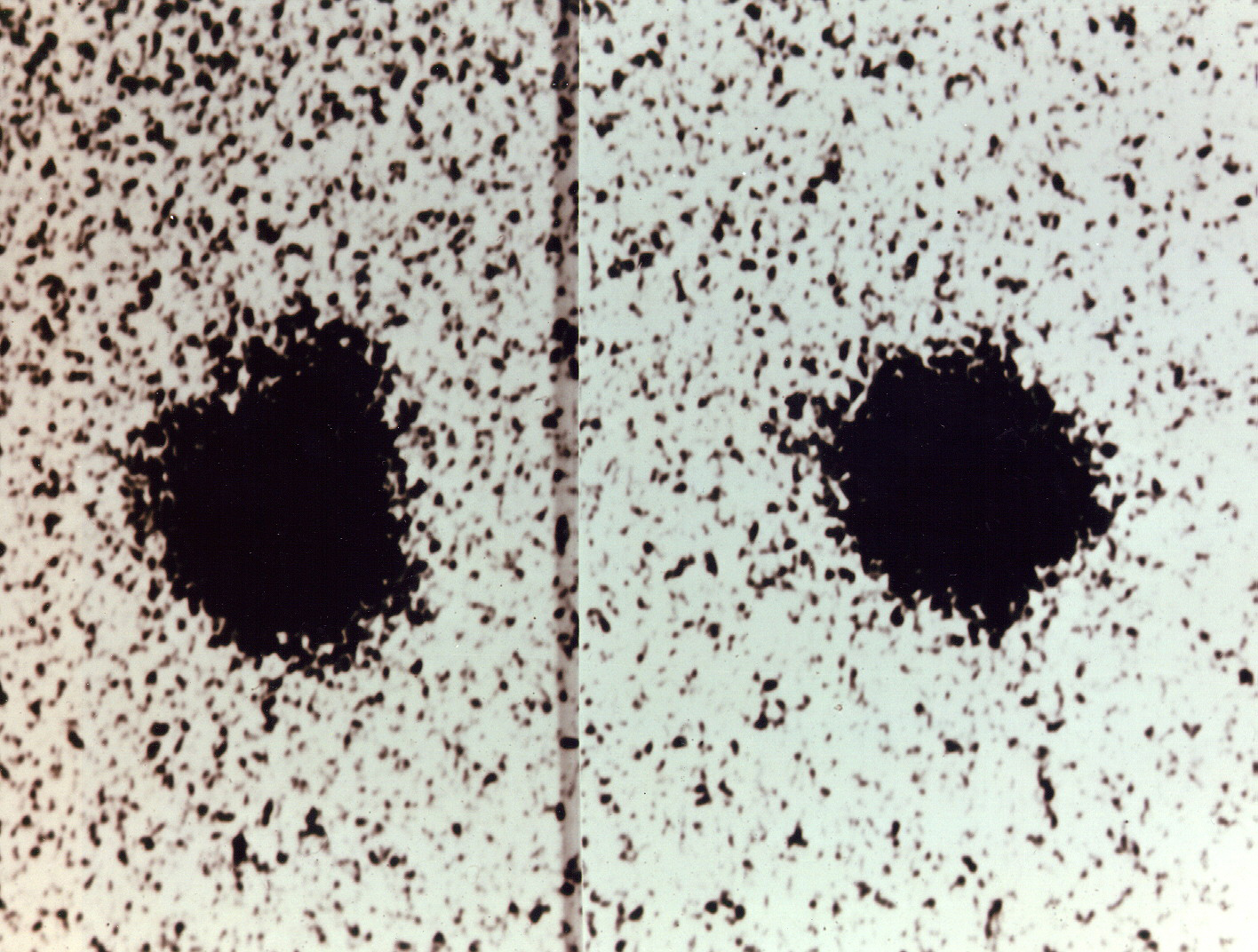
Découverte de Charon satellisant Pluton, photographie de 1978.

À l'origine, la découverte de Pluton est liée à la recherche systématique d'une planète permettant d'expliquer les perturbations observées dans les orbites d'Uranus et Neptune, mais le doute est très vite jeté sur le fait que Pluton serait bien la planète X que Percival Lowell recherchait.
À cette époque, Pluton est si lointaine que son diamètre ne peut pas être déterminé avec précision, mais sa faible luminosité et son absence de disque apparent laissent présager un corps plutôt petit, comparable en taille aux planètes telluriques déjà connues, probablement plus grand que Mercure mais pas plus que Mars, pense-t-on à l'époque. Il devient donc rapidement clair que Pluton ne peut pas être la source des perturbations dans les orbites de Neptune et Uranus. Clyde Tombaugh et d'autres astronomes persévèrent dans la recherche de la planète X pendant 12 ans, mais ne découvrent que des astéroïdes et des comètes. Les astronomes sont amenés à imaginer que de nombreux autres corps similaires à Pluton pourraient orbiter autour du Soleil au-delà de Neptune. On pense alors que le système solaire pourrait être constitué de plusieurs zones regroupant les corps célestes par familles, planète tellurique, planète géante, « objets ultra-neptuniens ». Cette hypothèse sera formalisée plus tard au cours des années 1940 et 1950 par Kenneth Edgeworth puis Gerard Kuiper, et est désormais connue sous le nom de ceinture de Kuiper.
Le premier satellite de Pluton fut découvert le 22 juin 1978 lorsque James W. Christy réalisa que l'image de Pluton apparaissant sur des plaques photographiques prises dans les deux mois précédents semblait présenter une protubérance tantôt d'un côté, tantôt de l'autre,. La protubérance fut confirmée sur d'autres plaques, dont la plus ancienne remontait au 29 avril 1965. Des observations ultérieures de la protubérance montrèrent qu'elle était causée par un petit corps. La périodicité de la protubérance correspondait à la période de rotation de Pluton, laquelle était connue à partir de sa courbe de luminosité, indiquant une orbite synchrone et suggérant qu'il s'agissait d'un effet réel et non d'un artefact d'observation. Le nom de Charon fut donné au satellite.
En 1993, les calculs de la trajectoire de survol de Neptune par la sonde Voyager 2 en août 1989 ont montré que Neptune avait une masse inférieure aux hypothèses précédentes, et en tenant compte de cette nouvelle mesure, le mathématicien Myles Standish montre que les divergences dans les mouvements des planètes Uranus et Neptune deviennent négligeables devant l'incertitude de la mesure liée à la précision des instruments. L'hypothèse d'une planète X perturbatrice ne tient donc plus, et c'est donc sur la base d'une prédiction de position fausse que Pluton fut découverte.

### Statut de planète naine
Dans la dernière décennie du XXe siècle, la découverte de nombreux objets transneptuniens (plus d'un millier), dont certains ont une dimension estimée voisine de celle de Pluton (par exemple Éris), pousse à la remise en question de son statut de planète.
Parmi ceux-ci, de très nombreux corps sont découverts qui possèdent une période de révolution égale à celle de Pluton, et sont comme lui en résonance 2:3 avec Neptune.
Certains scientifiques proposent alors de reclasser Pluton en planète mineure ou en objet transneptunien. D'autres, comme Brian Marsden du Centre des planètes mineures, penchent pour lui attribuer les deux statuts, en raison de l'importance historique de sa découverte. Marsden annonce le 3 février 1999 que Pluton serait classée comme le 10 000e objet du catalogue recensant justement 10 000 planètes mineures. Le numéro rond de « 10000 » serait attribué à Pluton en son honneur pour la « célébration » de ce compte atteint. L'Union astronomique internationale (UAI), l'organisme coordinateur de l'astronomie au niveau international, chargé de la dénomination des corps célestes ainsi que de leur statut, fit alors une mise au point, rappelant qu'elle seule était habilitée à déterminer le statut de Pluton.
Historiquement, les quatre premiers astéroïdes découverts de 1801 à 1807 — (1) Cérès, (2) Pallas, (3) Junon et (4) Vesta — furent eux aussi considérés comme des planètes pendant plusieurs décennies (à l'époque, leurs dimensions n'étaient pas connues avec précision). Certains textes astronomiques du début du XIXe siècle font référence à onze planètes (incluant Uranus et les quatre premiers astéroïdes). Le cinquième astéroïde ((5) Astrée) fut découvert en 1845 peu de temps avant la découverte de Neptune, suivi de plusieurs autres dans les années suivantes. Dans les années 1850, on cessa de considérer ces objets de plus en plus nombreux comme des « planètes », pour les nommer « astéroïdes » ou « planètes mineures ».
La découverte en 2005 de (136199) Éris, d'un diamètre comparable et d'une masse légèrement supérieure à ceux de Pluton, contribue à relancer le débat ; puisqu'il s'agit en effet de ne pas reproduire le même scénario que ce qui s'était passé pour Cérès, Pallas, Junon et enfin Vesta. Le diamètre d'Éris, qui avait initialement été estimé à 3 600 km (il semblait alors notablement plus grand que Pluton) était encore en 2006 du même ordre de grandeur que celui de Pluton, même après avoir été revu à la baisse (2 400 ± 100 km). Selon une étude publiée dans Science du 14 juin 2007, sa masse serait supérieure à celle de Pluton d'environ 27 %. De nombreux autres corps ont également été découverts à cette époque, tels que (136472) Makémaké, (90482) Orcus ou (90377) Sedna, régulièrement annoncés comme la dixième planète du Système solaire.
La classification en neuf planètes devient difficilement tenable. Le dernier mot revient à l'UAI, qui, lors de son 26e congrès tenu le 24 août 2006 en République tchèque, a décidé au terme d'une semaine de débats de compléter la définition de planète, disant qu'une planète élimine de son voisinage tous les objets ayant une taille qui lui soit comparable. Ce qui n'est pas le cas de Pluton, qui partage son espace avec d'autres objets transneptuniens et qui est reclassé en planète naine,,. Le Centre des planètes mineures lui attribua le 7 septembre 2006 le numéro d'objet mineur « 134340 ». (134340) Pluto devient la désignation officielle de l'Union astronomique internationale le 13 septembre 2006,.
Néanmoins, à la suite du vote, une pétition ayant réuni en cinq jours les signatures de plus de 300 planétologues et astronomes majoritairement américains (Pluton ayant été la première planète découverte par un Américain) a été lancée pour contester la validité scientifique de la nouvelle définition de planète qui déclassait Pluton ainsi que son mode d'adoption et inviter à la réflexion sur une autre définition plus appropriée. Il faut dire que lors du 26e congrès de Prague qui s'est tenu du 14 au 25 août 2006, le vote sur la rétrogradation ou non de Pluton a eu lieu seulement le 24 août et en présence de 400 membres environ sur 6 000, ce qui peut remettre en cause le bien-fondé de la décision. Néanmoins, Catherine Cesarsky, présidente de l'UAI, clôt le débat en décidant que l'assemblée de l'UAI d'août 2009 ne reviendrait pas sur la définition de planète. Des planétologues continuent cependant à parler de Pluton comme d'une planète en 2018, tel Alan Stern.
Le 18 septembre 2014, le Harvard-Smithsonian Center for Astrophysics organise un débat réunissant trois experts présentant trois points de vue de la définition d'une planète : historique, la définition retenue par l'UAI et enfin le point de vue des chercheurs des exoplanètes ; ce dernier, présenté par Dimitar Sasselov, président de Harvard Origins of Life Initiative, recueille l'adhésion des experts, pour lesquels Pluton serait donc bien une planète,.

### Pluton conserve son importance

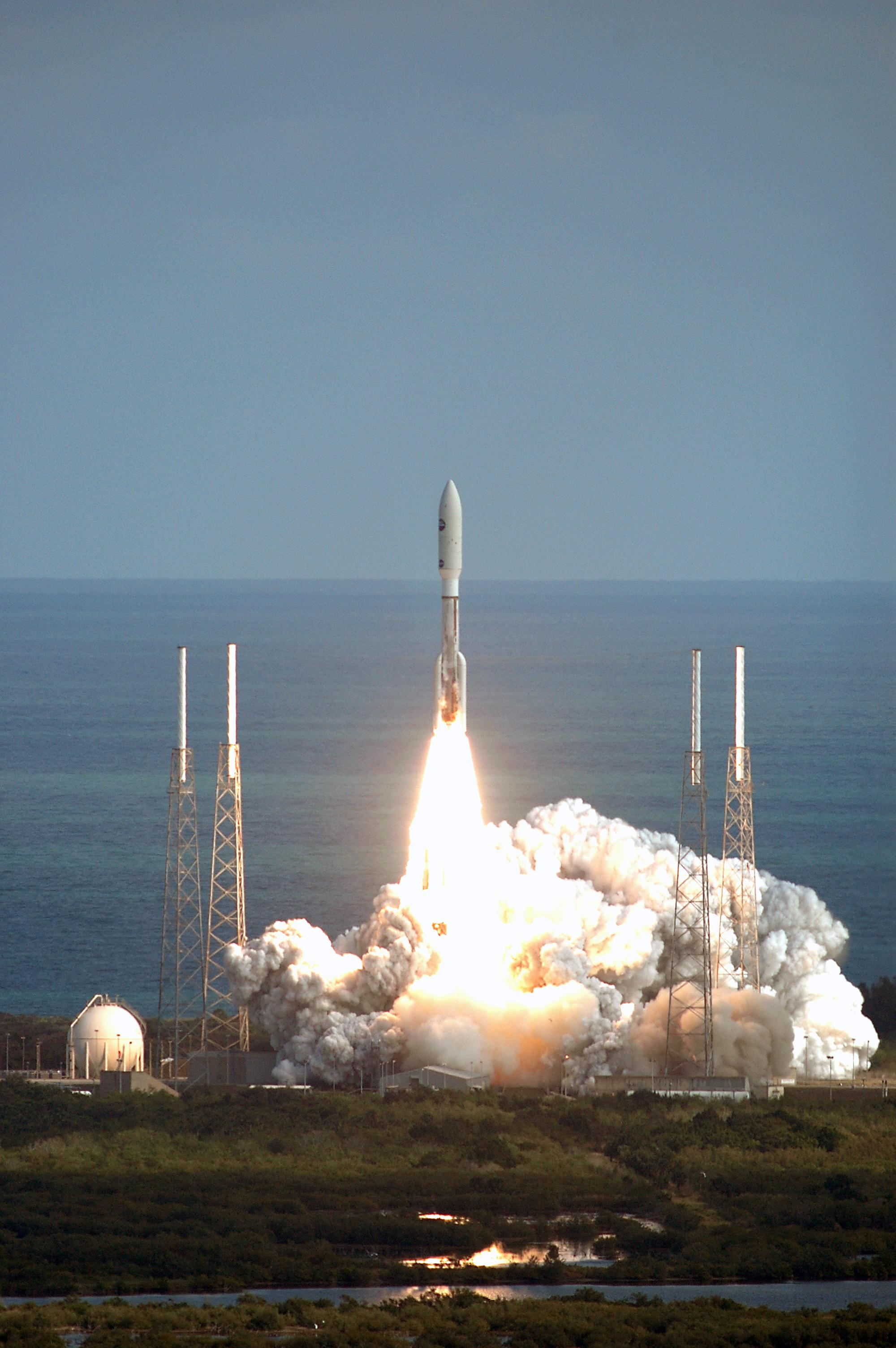
Lancement de la sonde New Horizons par une fusée Atlas V.

Environ cent-cinquante objets orbitant comme Pluton avec une résonance 2:3 avec Neptune étaient recensés en février 2006, ce qui tend à montrer que Pluton est le plus grand représentant d'une vaste famille de corps plus ou moins massifs. Les astronomes David Jewitt et Jane Luu proposent de les nommer « plutinos ».
Une nouvelle sous-catégorie, les plutoïdes, est créée par l'UAI pour les planètes naines qui passent la majeure partie de leur révolution orbitale à l'extérieur de l'orbite de Neptune, dont Pluton fait partie.

### Observations du télescope spatialHubble
Le télescope spatial Hubble a fourni les images les plus détaillées de la surface de Pluton avant l'arrivée de New Horizons.

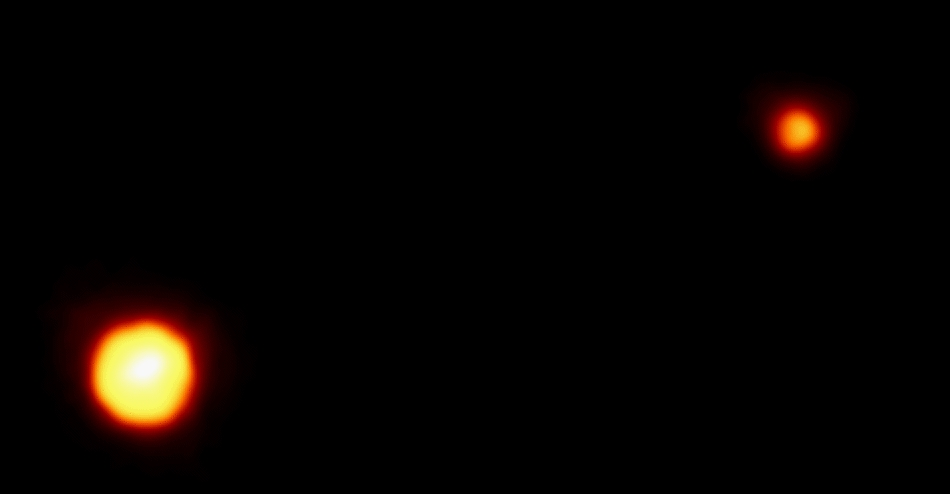
Image prise par Hubble en 1994[44].
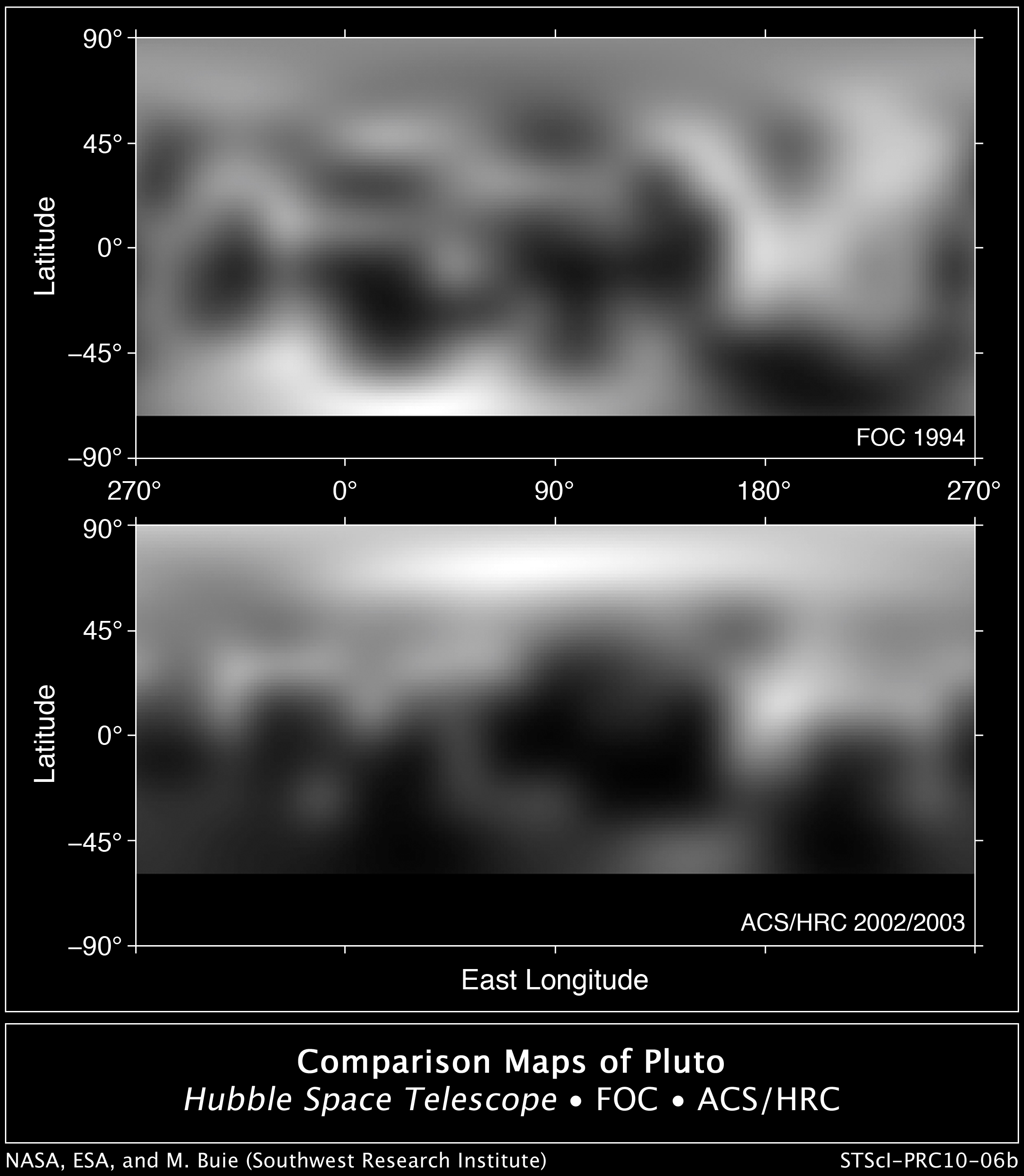
Surface de Pluton établie en 1994 en haut, à partir des observations de la caméra pour objets faibles (Faint Object Camera) et entre 2002 et 2003 par la caméra avancée pour les relevés (Advanced Camera for Surveys) en bas, toutes deux des instruments de Hubble.
Carte reconstituée de Pluton en vraies couleurs générée par ordinateur à partir d'images d'Hubble[c] et parmi les plus hautes résolutions possibles avec la technologie de 2010. Ce qui fut plus tard nommé la région Tombaugh (le « cœur de Pluton ») était déjà visible (tache brillante autour de 180°). Autres photos de toute la surface ici.

### Exploration de Pluton

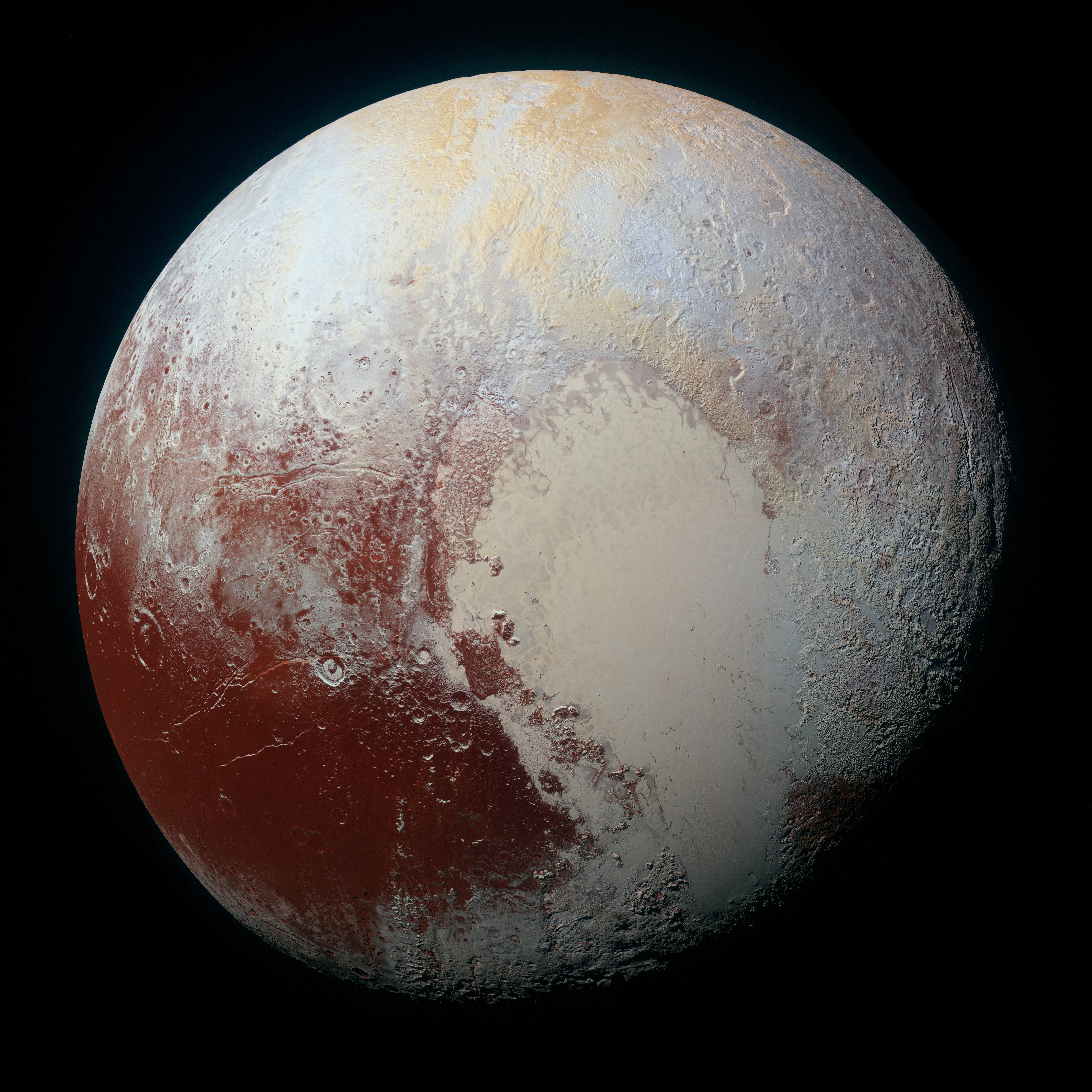
Image en haute définition utilisant des couleurs améliorées (combinaison des images bleues, rouges et infrarouges), 14 juillet 2015.

Pluton est un objectif difficile pour l'exploration spatiale, à cause de la grande distance la séparant de la Terre (environ 4,8 milliards de kilomètres), de la forte inclinaison de son orbite (17°) sur l'écliptique et de sa très faible masse.
À titre de comparaison, si la Terre était un ballon de football (70 cm de circonférence), Pluton aurait environ la taille d'une balle de golf. À cette échelle, une distance de 86 kilomètres séparerait les deux planètes, soit 20 tours du circuit Gilles-Villeneuve ou la distance de Paris à Évreux.
La sonde Voyager 1 aurait éventuellement pu l'atteindre, mais l'exploration de Titan (le plus grand satellite parmi les innombrables que comporte Saturne) et des anneaux de Saturne fut jugée plus importante, ce qui eut pour effet de rendre sa trajectoire incompatible avec un rendez-vous avec Pluton. Voyager 2 n'était pas en mesure de l'atteindre car la trajectoire théorique de la sonde pour réaliser ce rendez-vous aurait supposé de traverser la planète Neptune.

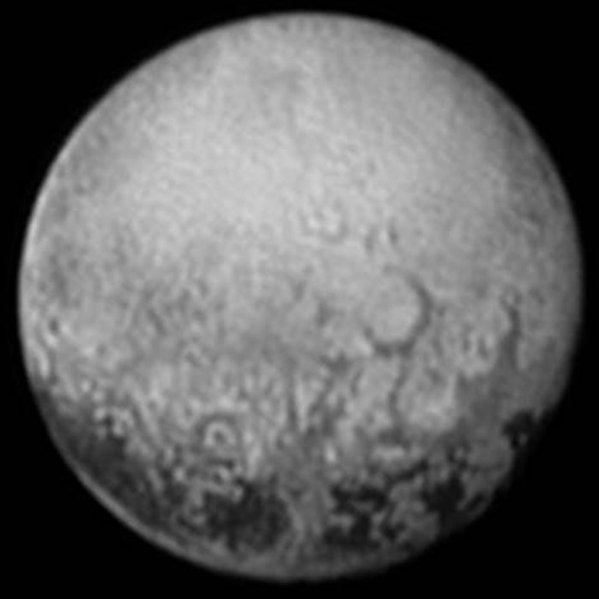
Image de l'hémisphère de Pluton opposé à Charon, 11 juillet 2015.

La NASA étudia en 1991 un projet de sonde vers Pluton, qui fut révisé à la baisse en 1992 puis abandonné en 1994. Un nouveau projet américano-russe, la mission Pluto Kuiper Express, démarra en 1995. Il aurait eu pour but le survol vers 2012 du couple Pluton/Charon, et d'au moins un objet de la ceinture de Kuiper. La Nasa l'annula en 2000, pour des raisons budgétaires.
Elle a finalement été remplacée par une mission similaire, New Horizons. La sonde New Horizons, lancée le 19 janvier 2006, est donc la première sonde spatiale à visiter Pluton, bénéficiant en février 2007 de l'assistance gravitationnelle de Jupiter pour arriver au plus près de la planète naine le 14 juillet 2015, après un voyage de 6,4 milliards de kilomètres. Les observations débutent environ cinq mois avant le plus proche passage et devraient continuer environ un mois après. Le survol est toutefois si rapide que seul un hémisphère peut être photographié avec la résolution la plus élevée. L'engin spatial emporte à son bord des instruments d'imagerie, de spectroscopie et d'autres appareils de mesure, afin de déterminer les caractéristiques géologiques et morphologiques de Pluton et de sa lune Charon, mais aussi cartographier les éléments composant leur surface et étudier l'atmosphère de Pluton (composition et taux d'évasion). La mission prévoit également un survol des objets de la ceinture de Kuiper jusqu'en 2025.

## Orbite
L'orbite de Pluton autour du Soleil a été observée pendant plus d'un siècle (le cliché le plus ancien sur lequel on repère Pluton remonte à janvier 1914), durée de parcours d'un peu plus du tiers de sa trajectoire annuelle, mais suffisante pour mesurer avec précision ses caractéristiques orbitales.

Vue de l'orbite de Pluton par rapport à l'écliptique. L'orbite de Pluton (en rouge) montre la grande différence d'inclinaison avec l'écliptique de la Terre.

### Paramètres orbitaux

Vue polaire sur l'orbite de Pluton en rouge, de Neptune en bleu. La position présentée est celle du 16 avril 2006, le mouvement des deux corps se fait selon le sens antihoraire (prograde).
Le périhélie et l'aphélie sont marqués respectivement par q et Q.

#### Orbite
Le demi-grand axe de l'orbite de Pluton est de 39,88 ua, mais du fait de l'excentricité prononcée de cette orbite, la distance entre Pluton et le Soleil varie entre 29,7 ua au périhélie et 49,5 ua à l'aphélie, et l'année plutonienne dure 248,1 années terrestres.

#### Inclinaison
En comparaison des planètes classiques du système solaire, l'orbite de Pluton est fortement inclinée par rapport au plan de l'écliptique (17,14175°) et excentrique (0,24880766). Les orbites des planètes classiques sont quasi circulaires et coplanaires de l'écliptique (seule Mercure possède une orbite inclinée (7°) et excentrique (0,2) de manière significative).

#### Comparaison avec Neptune
Le périhélie de Pluton est situé à plus de 8,0 ua au-dessus du plan de l'écliptique, soit 1,2 milliard de km, et c'est près de cette position de son orbite que la planète naine se trouve plus proche du Soleil que Neptune. Ce fut le cas pendant vingt ans entre le 7 février 1979 et le 11 février 1999. À l'opposé, Pluton s'éloigne de 13 ua au-dessous du plan de l'écliptique.

#### Croisements avec d'autres astéroïdes

L'orbite de Pluton.

L'orbite de Pluton étant très excentrique, elle croise celle de nombreux autres objets ; parmi les astéroïdes numérotés, ces hadéocroiseurs comptaient (en juillet 2004) 10 frôleurs intérieurs (dont (5145) Pholos), 24 frôleurs extérieurs (dont (19521) Chaos), 17 croiseurs (dont (38628) Huya) et 37 coorbitaux (dont (20000) Varuna, (28978) Ixion et (50000) Quaoar).

### Résonance orbitale

Ce diagramme indique les positions relatives de Pluton (en rouge) et Neptune (en bleu) à certaines dates. Les tailles de Neptune et Pluton sont représentées comme inversement proportionnelles à leur distance. L'approche minimale a eu lieu en juin 1896 à 18,9 ua, soit plus de 2,8 milliards de kilomètres.

Bien que Pluton soit parfois plus proche du Soleil que Neptune, les orbites des deux objets ne se croisent jamais, en raison de la forte inclinaison (environ 17°) de l'orbite de Pluton par rapport au plan de l'écliptique. Les nœuds de l'orbite de Pluton (les points où l'orbite traverse le plan de l'écliptique) sont situés à l'extérieur de l'orbite de Neptune.
Pluton est en résonance avec Neptune de rapport 3:2, c'est-à-dire que sur une durée de 496 ans, Pluton effectue deux révolutions autour du Soleil pendant que Neptune en réalise trois. Cette résonance est stable : une perturbation de l'orbite de Pluton serait corrigée par l'attraction de Neptune. À cause de ce phénomène, Pluton et Neptune ne sont jamais plus proches que 18,9 ua, tandis que Pluton peut s'approcher à 12 ua d'Uranus. Quand Neptune dépasse le point où les deux orbites sont les plus proches, la résonance maintient une séparation angulaire Neptune-Soleil-Pluton supérieure à 50° et Pluton reste près de 30 ua derrière Neptune, soit près de 4,5 milliards de kilomètres. Le vrai point de rapprochement se situe de l'autre côté de l'orbite. Neptune « dépasse » toujours Pluton quelque 30 ans après l'aphélie de ce dernier.
D'autres objets transneptuniens qui gravitent sur une orbite dont le demi-grand axe est de 39,4 ua possèdent une telle résonance orbitale 3:2 avec Neptune et sont appelés des plutinos, par référence à Pluton,. En 2009, on en compte plus de 200.

## Caractéristiques physiques
Si la trajectoire de Pluton a pu être déterminée sans grande difficulté, ses caractéristiques physiques (diamètre, masse, et partant densité, pouvoir réflecteur, état de la surface) sont restées longtemps mal connues et controversées : son diamètre apparent est inférieur à ¼ de seconde d'arc, tandis que les turbulences de l'atmosphère terrestre rendent difficile l'observation de détails inférieurs à une seconde d'arc. La finesse des observations s'est accrue à partir des années 1980, par l'usage de l'optique adaptative, de la spectrométrie, et du télescope spatial Hubble. La découverte en 1978 d'un satellite de Pluton, Charon, offrit des moyens d'investigation supplémentaires. Néanmoins en 2010, les valeurs publiées diffèrent encore quelque peu selon que l'on se réfère à la NASA ou à des publications récentes,. Le survol en 2015 par la mission New Horizons et les effets gravitationnels du couple Pluton-Charon sur la sonde permettront d'ajuster les valeurs de son champ de gravité, selon l'observation de l'effet Doppler sur les signaux de la sonde et la déduction qui en résulte des variations de sa vitesse et de son accélération induite par Pluton et Charon.

### Rotation
En 1955, on observe que les variations de la luminosité de Pluton sont de l'ordre de 30 % et sont périodiques. On en déduit que Pluton tourne sur elle-même en 6,387 jours, soit 6 jours, 9 heures et 17 minutes. Son axe de rotation est incliné de 57,5° par rapport à son plan orbital, ce qui est plutôt élevé et inhabituel dans le Système solaire (seule Uranus a une inclinaison comparable). Aux points de solstice de son orbite, Pluton expose donc un pôle au Soleil pendant de nombreuses décennies, et aux points d'équinoxe, soit tous les 124 ans, il tourne comme sur une broche face au Soleil, tandis que la Terre voit verticalement sa ligne d'équateur ainsi que l'orbite de Charon, qui passe alternativement devant et derrière Pluton.
L'action des forces de marée a contraint la période de rotation de Pluton jusqu'à la synchroniser avec la période de révolution de son principal satellite, Charon : les deux périodes étant égales, Charon se trouve donc toujours à la verticale du même point de la surface de Pluton, et Charon paraît donc immobile dans le ciel plutonien.

### Masse et dimensions
Pluton, avec sa masse d'un cinq-centième de celle de la Terre et un diamètre de 2 370 ± 20 km, est plus petite et moins massive que sept satellites naturels dans le Système solaire : la Lune (3 476 km de diamètre), les quatre satellites galiléens de Jupiter (Ganymède, 5 262 km ; Callisto, 4 880 km ; Io, 3 640 km ; Europe, 3 122 km), le plus gros satellite de Saturne (Titan, 5 150 km) et celui de Neptune (Triton, 2 706 km).

#### Dimensions
| Année | Rayon et (diamètre)              | Notes                             |
| ----- | -------------------------------- | --------------------------------- |
| 1993  | 1 195 (2 390) km                 | Millis, et al.(si pas de brume)   |
| 1993  | 1 180 (2 360) km                 | Millis, et al. (surface et brume) |
| 1994  | 1 164 (2 328) km                 | Young & Binzel                    |
| 1997  | 1 173 ± 23 (2 346 ± 46) km       | Tholen et Buie                    |
| 2006  | 1 153 ± 10 (2 306 ± 20) km       | Buie, et al.                      |
| 2007  | 1 161 (2 322) km                 | Young, Young, & Buie              |
| 2009  | > 1 169-1 172 (> 2 338-2 344) km | Lellouch, et al.                  |
| 2011  | 1 180 +20/-10 (2 360 +40/-20) km | Zalucha, et al.                   |
| 2011  | 1 173 +20/-10 (2 346 +40/-20) km | Zalucha, et al.                   |
| 2014  | 1 184 ± 4 (2 368 ± 8) km         | Lellouch, et al.                  |
| 2015  | 1 185 ± 10 (2 370 ± 20) km       | Mesure de New Horizons,           |
| 2017  | 1 188,3 ± 1,6 (2 376,6 ± 3,2) km | Mesure de New Horizons            |

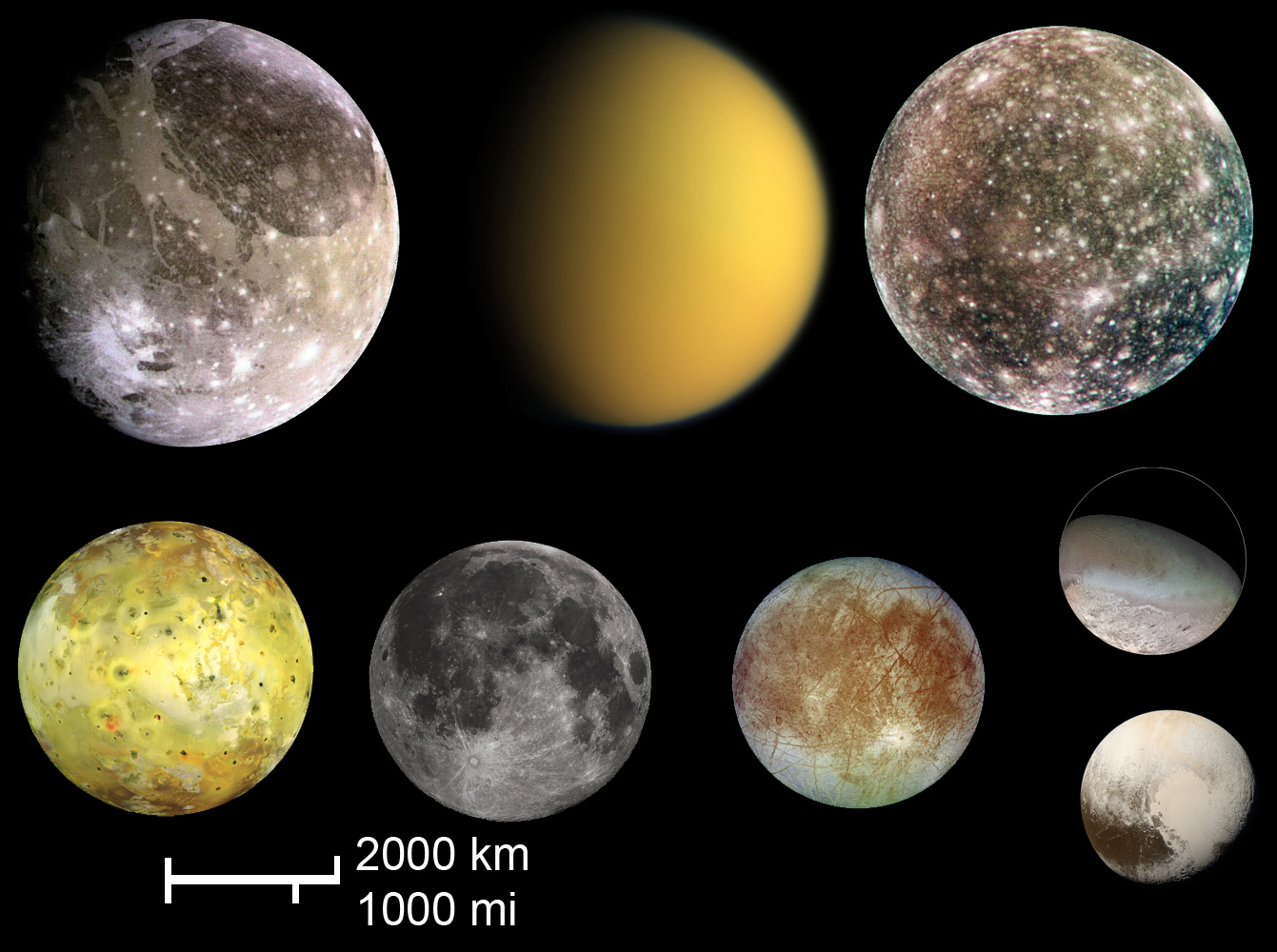
La taille de Pluton (en bas à droite) comparée avec celles de Ganymède, Titan, Callisto, Io, la Lune, Europe et Triton.

Avant son survol par la sonde New Horizons, le diamètre de Pluton était l'un des paramètres physiques les moins bien connus et les plus difficiles à mesurer, et la source principale d'incertitude sur les autres paramètres dérivés comme la masse volumique. Sa très grande distance combinée à sa petite taille font qu'il est impossible de résoudre avec précision le disque de Pluton, et empêche donc les mesures « directes » de ses dimensions, que ce soit avec le télescope spatial Hubble ou avec les instruments terrestres dotés d'une optique adaptative. Les mesures se fondant sur les occultations d'étoile par Pluton et les occultations de Pluton par Charon ne concordent pas exactement, et les explications permettant d'expliquer ces différences dépendent des modèles utilisés pour analyser les données, notamment concernant l'atmosphère de la planète naine. La valeur et la marge d'erreur généralement retenue de 2 306 ± 20 km de diamètre incluent en fait les différences de résultat des différentes méthodes de mesure. Le 13 juillet 2015, la sonde New Horizons permet de réévaluer légèrement à la hausse le diamètre de Pluton à 2 370 ± 20 km (soit un rayon de 1 185 ± 10 km), l'incertitude de cette valeur étant due à la présence d'une atmosphère planétaire. En 2017, la ré-analyse des données de New Horizons permet d'affiner ce résultat : 2 376,6 ± 3,2 km (rayon : 1 188,3 ± 1,6 km).

#### Masse
| Année | Masse                 | Notes                           |
| ----- | --------------------- | ------------------------------- |
| 1931  | 1 Terre               | Nicholson & Mayall              |
| 1948  | 0,1 (1/10) Terre      | Kuiper                          |
| 1976  | 0,01 (1/100) Terre    | Cruikshank, Pilcher, & Morrison |
| 1978  | 0,002 (1/500) Terre   | Christy & Harrington            |
| 2006  | 0,00218 (1/459) Terre | Buie et al.                     |
| 2015  | 0,00220 (1/455) Terre | New Horizons                    |

La masse de Pluton, tout comme son diamètre, ont été largement surestimés durant les décennies suivant sa découverte. Percival Lowell espérait trouver une planète comparable à Neptune, de l'ordre de dix fois la masse terrestre. La magnitude observée étant plus faible que prévu, on abaissa l'évaluation à une masse terrestre. Les estimations qui tablaient sur une taille comprise entre celles de Mercure et de Mars ont continuellement été revues à la baisse avec l'amélioration des instruments d'observation. En 1976, l'analyse de la lumière de Pluton fit supputer une surface glacée, donc un éclat fourni par une surface plus petite, et une masse réduite à un centième de celle de la Terre. La découverte de Charon en 1978 a permis, par application de la troisième loi de Kepler, de déterminer beaucoup plus précisément la masse totale du couple planétaire. La masse de Pluton est estimée en 2006 à 1,314 × 1022 kg, soit 5,6 fois moins que celle de la Lune ou le cinq centième de la masse terrestre. En extrapolant cette baisse continuelle, deux astronomes facétieux sont allés jusqu'à annoncer la disparition complète de Pluton.

## Géographie physique et caractéristiques géologiques

### Atmosphère

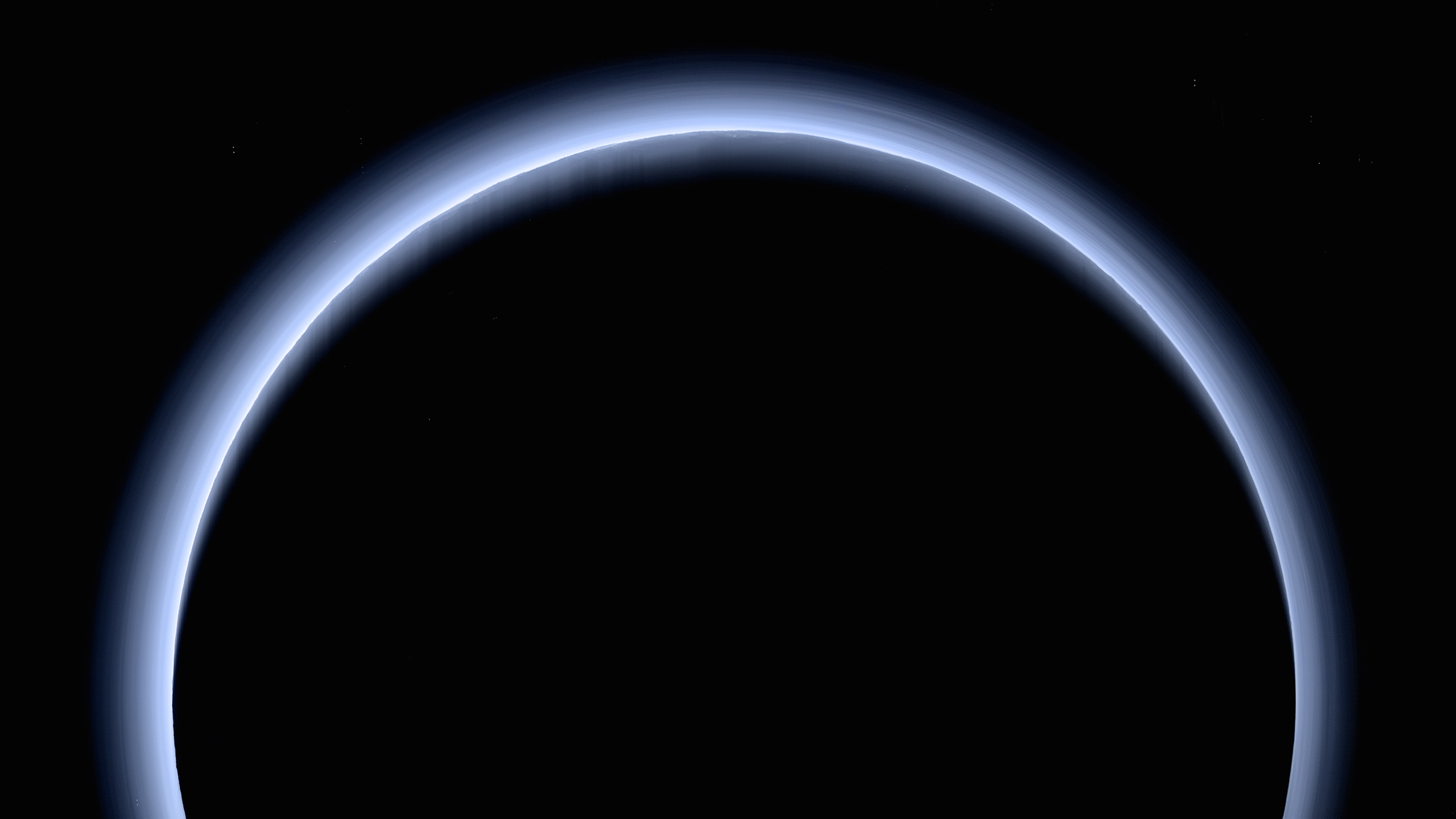
Sur cet assemblage de photographies prises par la sonde New Horizons on voit la lumière du soleil diffusée par différentes couches de brume de l'atmosphère de Pluton. Les couleurs, rajoutées à l'aide d'une autre photographie, sont proches de la réalité. Les montagnes et d'autres caractéristiques topographiques se détachent en ombres chinoises sur le bord de la planète naine.

Pluton ne possède pas d'atmosphère significative. Mais d'après les lois de la physique, les glaces de sa surface doivent être en équilibre thermodynamique avec des phases gazeuses, elle serait donc entourée d'une mince enveloppe de gaz qui serait composée d'azote (N2) à 90%, car c'est l'élément le plus volatil parmi ceux détectés à la surface, et de monoxyde de carbone (CO) à 10 %, ainsi que des traces de méthane (CH4). En outre, les scientifiques de la mission New Horizons ont noté que cette atmosphère s'échappe à un rythme d'environ 500 tonnes par heure à cause de la faible attraction gravitationnelle de la planète naine.
L'atmosphère de Pluton a été découverte lors d'une occultation stellaire en 1985, et confirmée par une autre occultation en 1988. Lorsqu'un objet dépourvu d'atmosphère passe devant une étoile, cette étoile d'arrière-plan disparaît de manière brutale ; dans le cas de Pluton, la luminosité de l'étoile masquée a graduellement diminué. De l'évolution de cette courbe de luminosité, une mince atmosphère de 0,15 Pa a été déterminée, soit environ un 700 000e de celle de la Terre. Cette atmosphère pourrait n'exister que lorsque la planète est proche de son périhélie, et geler lorsqu'elle s'éloigne du Soleil. En effet, l'énergie du Soleil reçue par Pluton varie assez fortement entre le périhélie et l'aphélie, du fait de son excentricité orbitale marquée. La température change d'environ 10 K entre ces deux points. Lorsque Pluton s'écarte de son périhélie, une partie de son atmosphère gèle et retombe à la surface. Quand elle s'en rapproche, la température de la surface augmente et l'azote se sublime. À la manière de la sueur qui s'évapore sur la peau, cette sublimation tend à refroidir la surface, et des recherches ont montré que la température de Pluton est 10 K inférieure à ce qui était attendu (température moyenne en surface : −228 °C) ; contrairement à Charon qui, sans atmosphère, a une température de surface conforme à son albédo.
En 2002, une autre occultation stellaire par Pluton a été observée par plusieurs équipes dirigées par Bruno Sicardy, Jim Elliot et Jay Pasachoff. De manière surprenante, la pression atmosphérique a été estimée à 0,30 Pa, bien que Pluton soit plus éloignée du Soleil qu'en 1988, et donc plus froide. L'hypothèse privilégiée à l'heure actuelle est que le pôle Sud de Pluton serait sorti de l'ombre en 1987 pour la première fois depuis 120 ans, et qu'un surplus d'azote aurait alors sublimé une partie de la calotte polaire sud. Cet excès d'azote devrait mettre vraisemblablement des décennies avant de se condenser à l'autre pôle, selon un phénomène cyclique.
Le survol de Pluton par New Horizons permet une mesure directe de la pression au sol : 11 µbar (1,1 Pa), 100 000 fois moins que sur Terre mais trois fois plus que l'estimation précédente la plus élevée. Cette atmosphère s'échappe 500 à 1 000 fois moins vite qu'il n'était prévu, et elle a une présence significative jusqu'à plusieurs centaines de kilomètres d'altitude, avec des dizaines de couches de brume mais pas de nuages. Le 8 octobre 2015, la NASA annonce que, vu depuis Pluton, le ciel paraît bleu du fait de la diffusion de la lumière par des particules (qui seraient pour leur part plutôt grises ou rouges), ressemblant à de la suie, appelées tholines.

### Albédo et surface

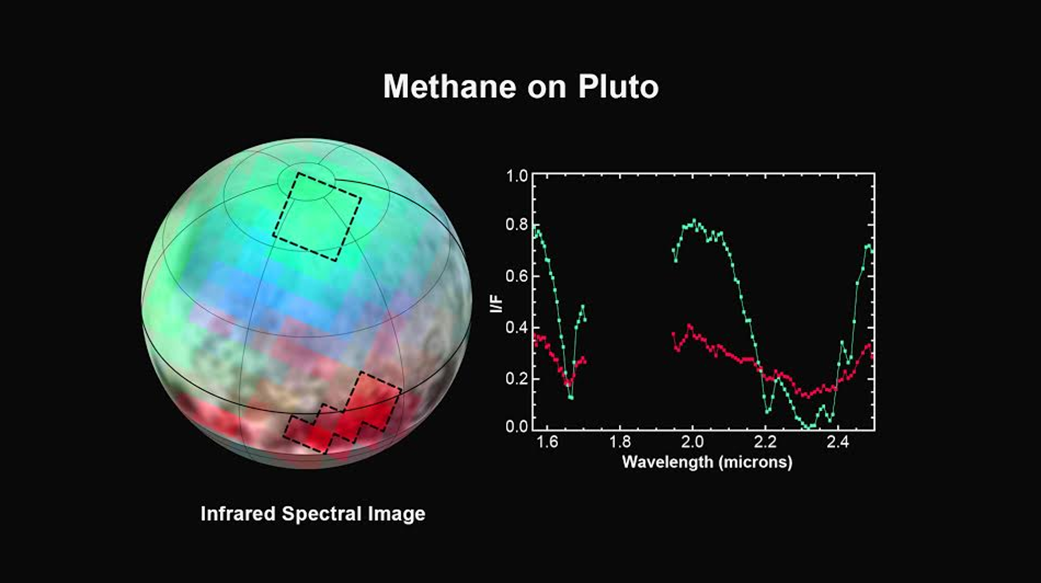
Distribution de la glace de méthane à la surface de Pluton, le 12 juillet 2015 (reçue le 15 juillet 2015). En rouge, en bleu et en vert des zones de compositions différentes : la glace de méthane est diluée avec de la glace d'azote au pôle nord.

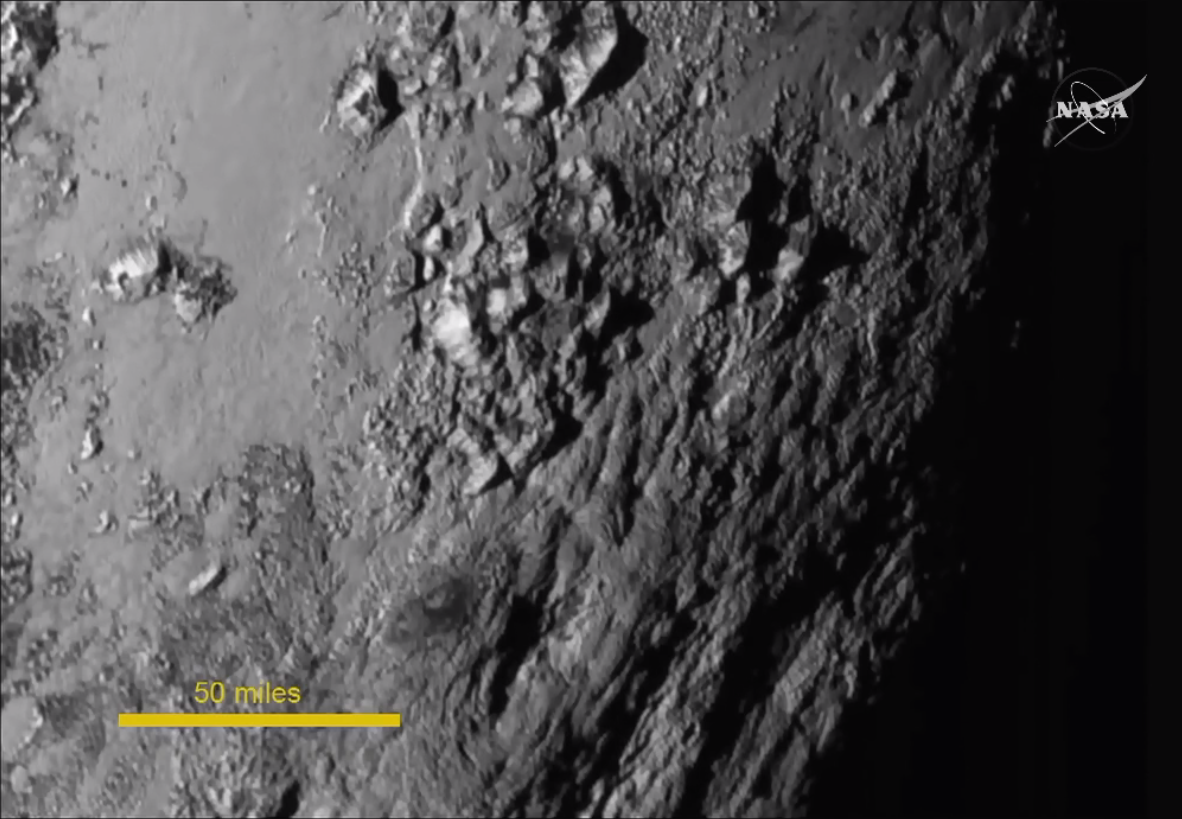
Un petit morceau de la surface de Pluton vue par New Horizons le 14 juillet 2015. La barre jaune qui sert d'échelle représente 80,5 kilomètres (ou 50 miles). Des montagnes d'environ 3500 m sont visibles et la surface semble récente à la vue de l'absence de cratères.

Les variations de luminosité de Pluton témoignent d'une inégale brillance entre les différentes régions à sa surface. Pluton réfléchit la lumière solaire avec un albédo de 58 % en moyenne, ce qui est une valeur élevée (elle est de 31 % pour la Terre, et monte à 72 % pour Vénus grâce à sa couche nuageuse). Le pôle Nord est particulièrement brillant, avec un albédo estimé à 80 %, le pôle Sud est un peu moins lumineux, tandis que l'équateur présente une bande sombre 5 fois moins réfléchissante, et les zones intermédiaires des contrastes marqués. Les zones d'albédo élevé sont interprétées comme des parties couvertes de neige ou de glace de formation récente, non encore obscurcie par des dépôts d'impuretés, tandis que les parties sombres pourraient être des composés carbonés. La cartographie de ces zones a été affinée par l'analyse des variations lumineuses lors des passages de Charon devant Pluton, et confirmée en 1994 par les observations directes de Hubble. L'image d'ensemble, prise grâce à la caméra pour objets à luminosité réduite (Faint Object Camera), demeure toutefois très floue, car elle n'est constituée que d'une centaine de pixels, mesurant chacun 200 km de côté. Un nouvel équipement de Hubble, l'Advanced Camera for Surveys, fournit en 2002-2003 des vues complètes de Pluton, encore floues mais montrant des modifications de coloration par rapport aux précédentes images.

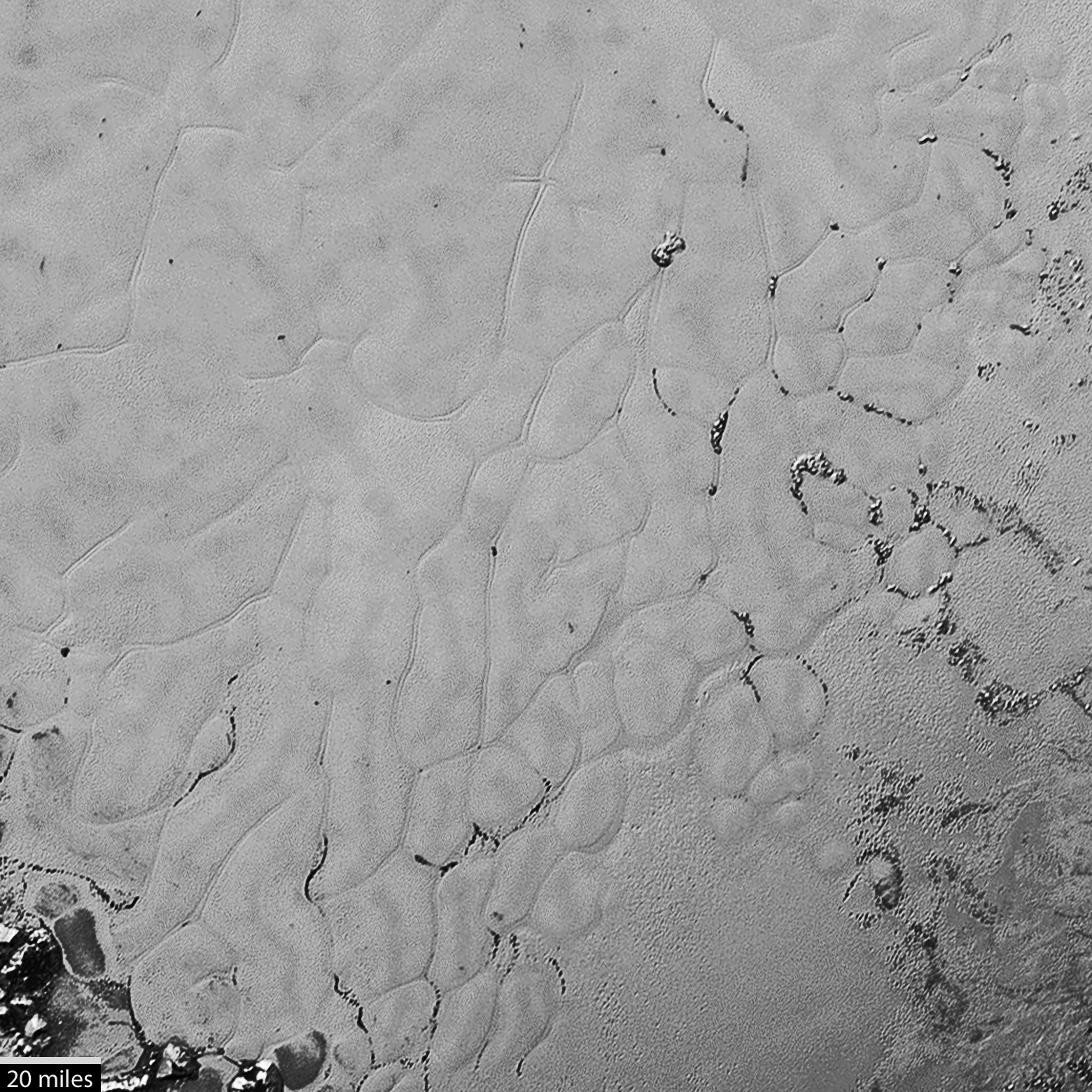
Image de la plaine Spoutnik, vaste étendue de glace située dans le centre gauche de la région Tombaugh (le contexte),.

Les analyses par spectroscopie infrarouge ont identifié plusieurs types de glace à la surface de Pluton : glace de méthane en 1976, puis à partir de 1992, glace d'azote, la plus abondante avec une proportion de l'ordre de 98 %, glace de monoxyde de carbone, glace d'eau et glace d'éthane. La température moyenne au sol est évaluée à −223 °C, avec des variations selon les zones, −213 °C pour les zones sombres et entre −238 °C et −233 °C pour les parties les plus réfléchissantes.
Sur sa surface, de la glace de méthane (CH4) et d'azote (N2) a été détectée aux pôles par une observation dans l'infrarouge, en calottes dont la taille varie selon l'éloignement de la planète par rapport au Soleil. À la date du 5 février 2010, certains spécialistes ont remarqué que la glace au pôle Nord est devenue plus brillante, alors que celle du pôle Sud s'est assombrie. Sous la croûte plutonienne se trouve vraisemblablement un manteau glacé.
Au cours des dernières années, la couleur de Pluton a pris une teinte rouge de 20 à 30 % plus élevée qu'en 2000, alors qu'elle n'avait pas changé de toute la période allant de 1954 à 2000. Ce changement de teinte serait dû au méthane, composé présent sur la planète naine. L'hydrogène contenu dans le méthane, frappé par des vents solaires, libérerait le carbone constituant l'autre partie du méthane, produisant des teintes de rouge et de noir à la surface de Pluton.
Les photographies du 26 et 27 juin 2015 prises par New Horizons montrent « une série de taches intrigantes au niveau de l'équateur, régulièrement espacées. Chacune de ces taches fait environ 480 km de diamètre ». Le 8 octobre 2015, la NASA annonce la détection de glace d'eau à la surface de Pluton par New Horizons.

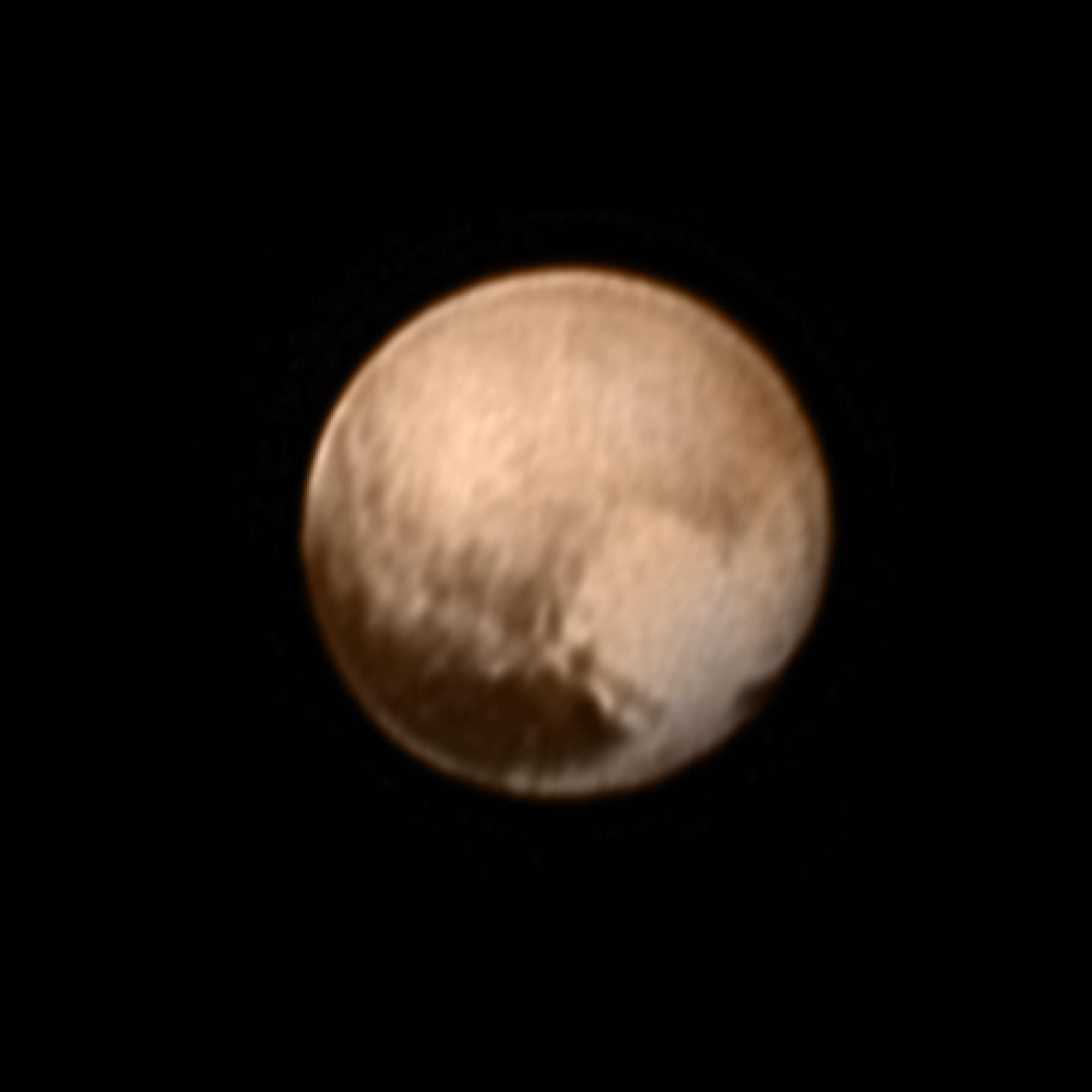
Cthulhu, alias la « baleine » (zone sombre en bas à gauche de l'image) et la région Tombaugh, alias le « cœur », à sa droite.

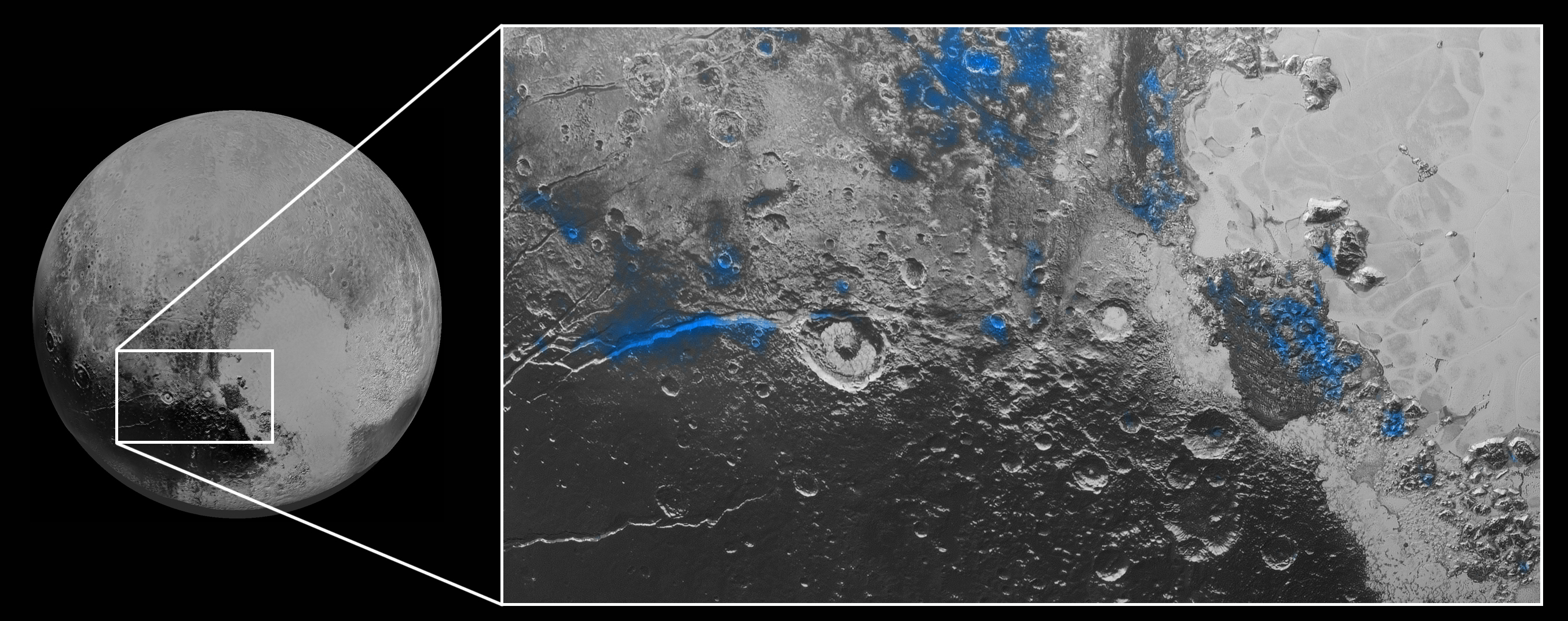
Image montrant des affleurements de glace d'eau (en bleu), en bordure du lobe gauche de la région Tombaugh.

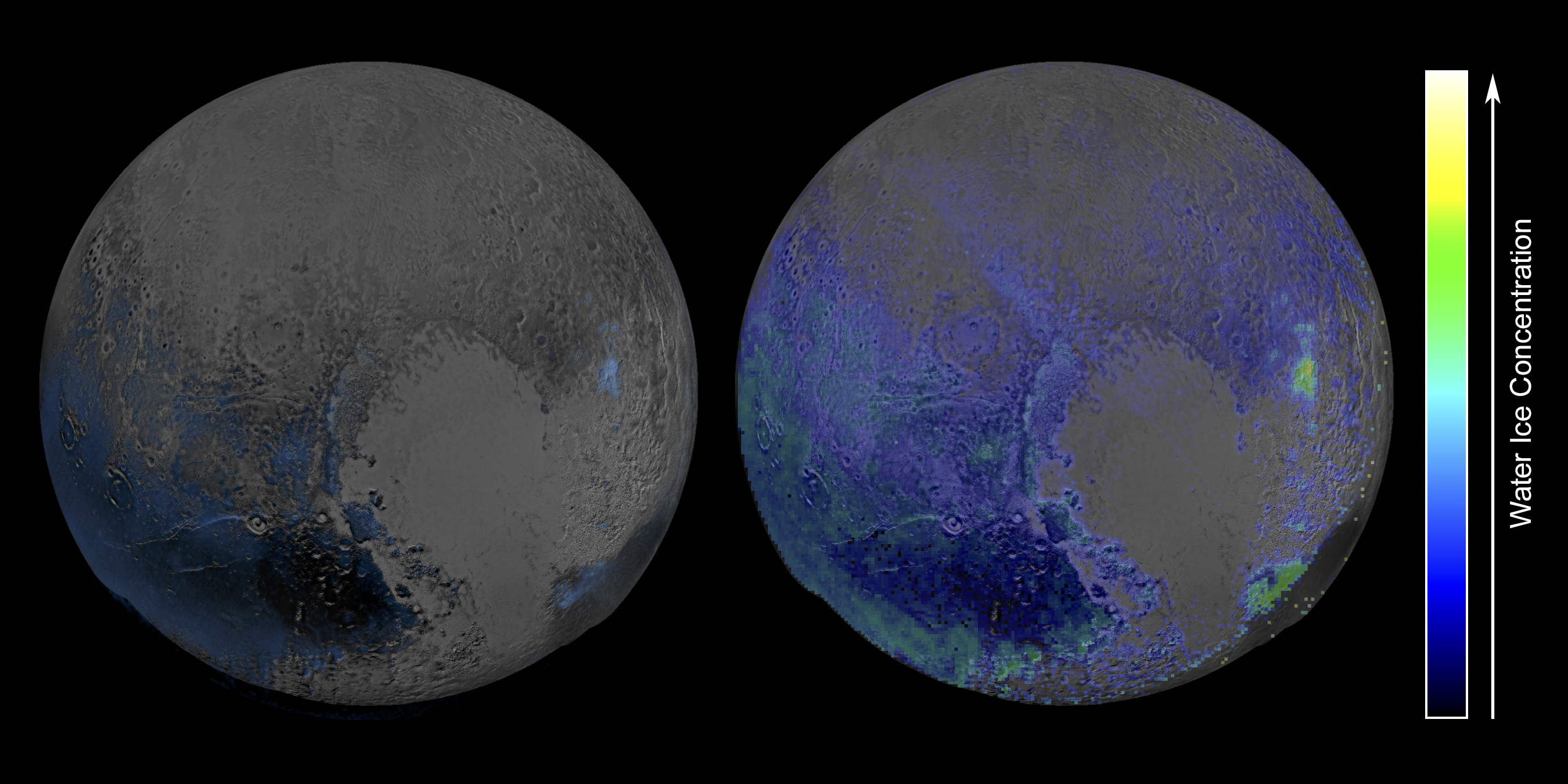
Concentration en eau à la surface de Pluton : la région Lowell et la plaine Spoutnik contiennent peu ou pas d'eau en surface et ne sont donc pas colorés.

### Géographie
Le survol de Pluton par la sonde New Horizons a révélé une géographie et une géologie bien plus diversifiées qu'on ne s'y attendait : vastes glaciers d'azote (800 000 km2 pour Sputnik Planitia, le plus grand d'entre eux), terrains chaotiques et montagneux provenant du démantèlement d'anciens glaciers, blocs de méthane gelé et calottes de neige de méthane, un ensemble de tours de glace de méthane (de plus de 300 m de hauteur) long de centaines de kilomètres, et des systèmes de failles s'étendant également sur des centaines de kilomètres.
- La densité surfacique des cratères d'impact à la surface de Pluton est extrêmement variable d'une région à l'autre, ce qui traduit des âges très variés : depuis moins de 30 millions d'années pour la plaine Spoutnik jusqu'à plus de 4 milliards, en passant par des zones d'âge moyen (entre 100 millions et un milliard).
- De nombreux volcans de glace sont également présents, d'âge relativement faible (100 à 300 millions d'années).
- En plus des cratères d'impact et des cratères volcaniques, on dénombre des milliers de cratères (jusqu'à 10 km de diamètre) d'origine incertaine mais plausiblement liée à la sublimation de la glace d'azote.

Plusieurs grandes régions ou caractéristiques géologiques sont connues à ce jour :
- la région Tombaugh, surnommée le « Cœur », grande zone claire[113] de plus de 2 000 km de large. Le lobe ouest du cœur est recouvert de glace de monoxyde de carbone[114]. Ce lobe comprend la plaine Spoutnik au nord-est, les monts Hillary à l'ouest, et les monts Tenzing au sud ;
- la macule Cthulhu, surnommée « la Baleine », grande zone sombre de plus de 3 000 km de long au niveau de l'équateur, donc plus de 40 % de la circonférence de Pluton, possiblement recouverte de glaces moins volatiles que celle d'azote, comme celle de méthane ;
- Krun, Ala, Balrog, autres régions sombres ;
- la région polaire, de luminosité intermédiaire ;
- une structure polygonale mesurant environ 200 km dans sa plus grande dimension ;
- une bande de terrain relativement complexe parcourant diagonalement la planète naine.

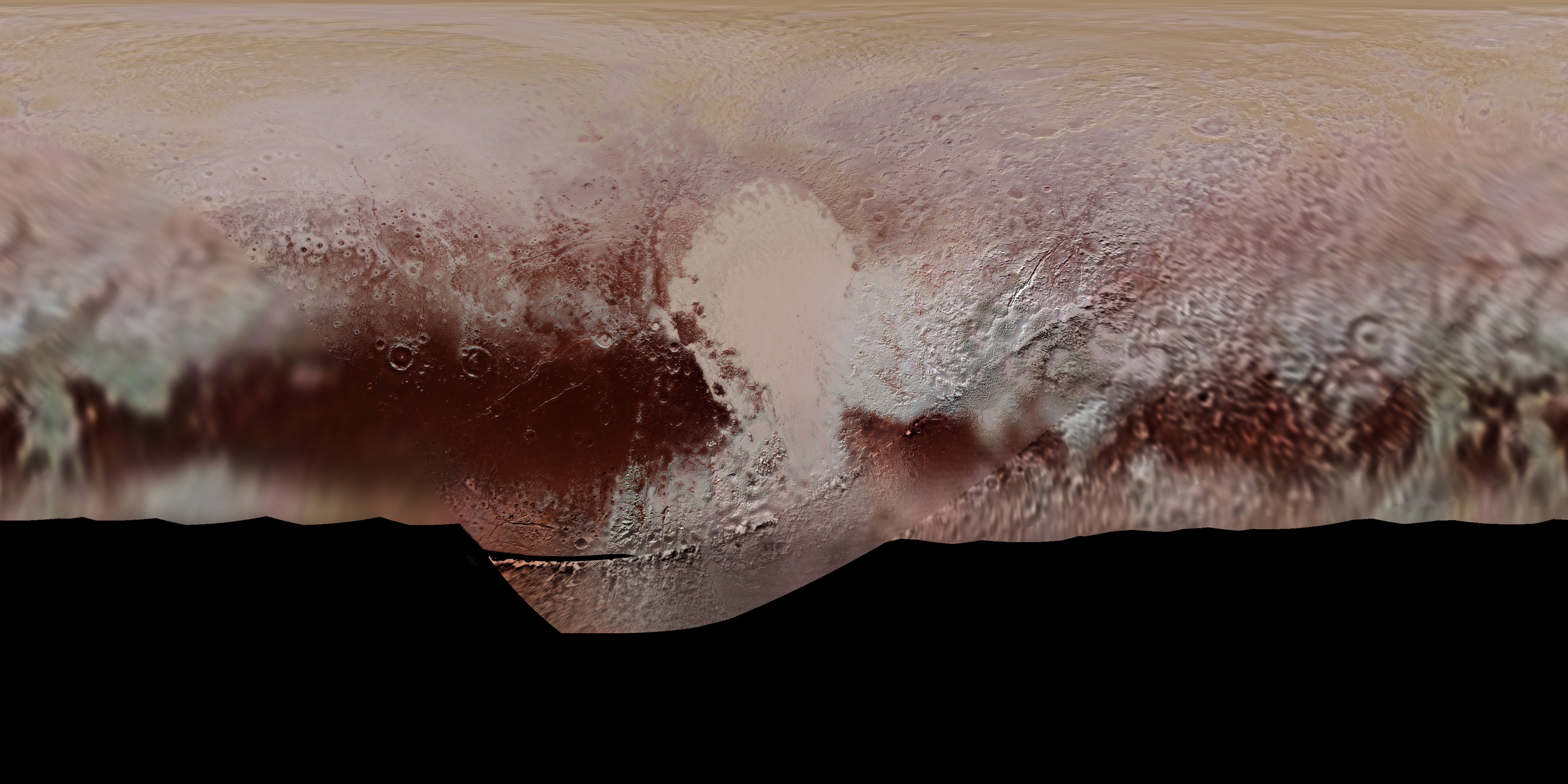
Carte de la planète naine, centrée sur le cœur.

### Cryovolcanisme

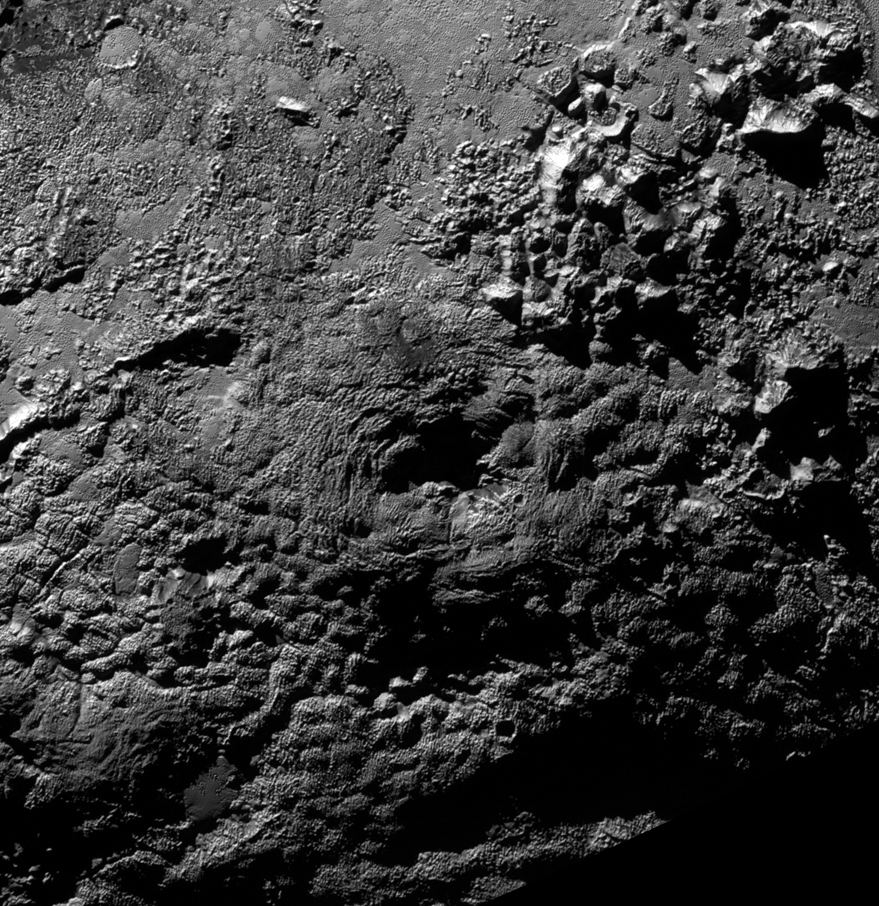
Le mont Wright (au centre).

L'existence de cryovolcanisme sur Pluton est envisagée. Ainsi, deux structures géologiques à sa surface, le mont Piccard et le mont Wright, sont approximativement circulaires avec une dépression en leur centre et pourraient être deux cryovolcans,. Le 29 mars 2022, les scientifiques confirment que des volcans de glace ont bien été reconnus grâce à des images captées par la sonde New Horizons de la NASA. D’après les scientifiques, il est très probable que ces volcans de glace soient encore actifs (Kelsi Singer - Southwest Research Institute - Boulder, Colorado)

### Composition interne

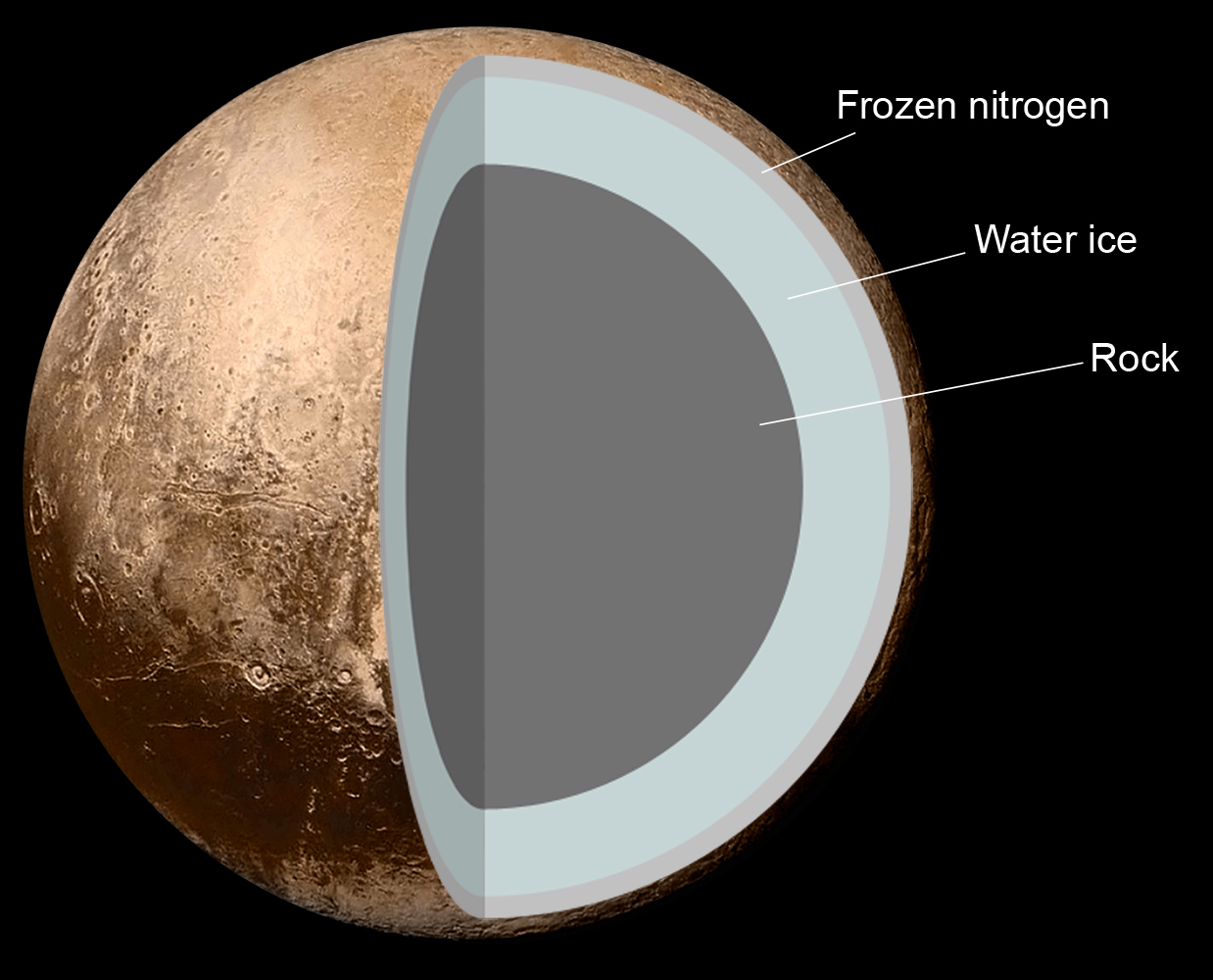
Structure interne hypothétique de Pluton :
1 - Azote gelé.
2 - Glace d'eau.
3 - Noyau rocheux.

La composition interne de Pluton est pour l'instant inconnue. S'il y a eu différenciation planétaire, il pourrait y avoir un noyau rocheux. Si l'on accorde à Pluton une densité de 2, valeur approximative, la densité voisine de 1 des glaces détectées en surface doit être compensée par une masse rocheuse, de densité de l'ordre de 4 ou 5, en proportion égale aux glaces d'eau et d'éléments volatils (azote, méthane, oxyde de carbone). Ces roches pourraient affleurer à la surface sans être visibles car dépourvues de signatures spectrales caractéristiques, ou bien être recouvertes d'un manteau de glaces.
Avec une teneur en glace d'eau de l'ordre de 50 % ou plus pour la masse de Pluton, la présence en profondeur d'eau liquide sous l'effet de la haute pression est envisageable dans les couches profondes, coexistant avec de la glace sous haute pression. Des simulations basées sur les données de la sonde New Horizons concernant la plaine Spoutnik ont renforcé la présomption de l'existence d'un océan interne d'une profondeur d'une centaine de kilomètres. Pour expliquer que Pluton puisse maintenir un océan sous-marin tout en possédant une couche externe de glace très froide, il a été avancé qu'il y a probablement une couche isolante de clathrates au-dessus de l'océan interne, qui est supposé être constitué d'eau et de méthane.

## Système plutonien

### Description
Les recherches d'un satellite de Pluton partaient du postulat qu'un éventuel satellite devait être beaucoup plus petit que sa planète, comme c'est le cas dans le reste du Système solaire, et donc moins lumineux que Pluton. Des clichés réalisés dans les années 1950 et 1960 très surexposés par des temps de pose longs ne donnèrent aucun résultat. La théorie de Gerard Kuiper qui proposait de voir en Pluton un ancien satellite de Neptune éjecté de son orbite, impliquait que Pluton ne pouvait probablement pas avoir de lune, ce qui n'incitait pas à sa recherche. La découverte d'un satellite près de 50 ans après celle de Pluton fut donc fortuite.
Pluton possède cinq satellites naturels connus, le plus grand étant Charon qui fut identifié dès 1978. Deux satellites plus petits ont été découverts en 2005 et nommés Hydre et Nix (connus jusqu'en juin 2006 par leurs désignations provisoires S/2005 P 1 et S/2005 P 2). Le cinquième membre du système, nommé provisoirement S/2011 (134340) 1 et informellement P4, fut découvert en 2011. La découverte d'un dernier satellite, provisoirement connu comme S/2012 (134340) 1 et informellement surnommé P5, est annoncée le 11 juillet 2012. La sonde New Horizons ne détecte aucun autre satellite de plus d'1,7 kilomètre de diamètre pour un albédo de 0,5 lors de son passage dans le système plutonien.
Le 11 février 2013, l'Institut SETI lance la campagne Pluto Rocks! qui permet aux internautes de voter pour les noms qu'ils préféreraient voir attribués à P4 et P5. Le site permettait aussi de proposer des noms tant qu'ils respectent les règles de l'Union astronomique internationale. La campagne se termine après avoir recueilli près de 450 000 votes. Le nom le plus populaire est Vulcain, proposé par l'ancien acteur de Star Trek, William Shatner, suivi de Cerberus. Cependant, d'autres objets portant déjà ces noms et pour éviter toute confusion, l'orthographe grecque Kerberos est préférée à sa version latine Cerberus, et Styx, troisième du classement, est préféré à Vulcain. Le 2 juillet 2013, l'Union astronomique internationale confirme les noms de Kerbéros pour P4 et Styx pour P5.
Une particularité du système plutonien est que le barycentre du couple Pluton/Charon n'est pas situé à l'intérieur du premier mais dans le vide entre les deux corps.
La distribution des satellites de Pluton est concentrée au centre du système. Potentiellement, un satellite pourrait orbiter autour de Pluton jusqu'à 53 % du rayon de sa sphère de Hill (soit environ 6 × 106 km) dans le sens direct et 69 % dans le sens rétrograde, mais le système plutonien est resserré dans les 3 % internes de cette zone. À titre de comparaison, Psamathée orbite Neptune à 40 % du rayon de sa sphère de Hill. Selon les termes des découvreurs de Nix et Hydre, le système plutonien est « hautement compact et largement vide ».

### Charon

Modélisation de la révolution de Pluton et de Charon autour d'un barycentre commun, à l'extérieur des deux corps. On y peut observer la synchronicité des rotations.

Charon fut découvert en 1978, lors d'une campagne d'astrométrie destinée à affiner la mesure de position de Pluton. James Christy remarqua sur la tache lumineuse des clichés de Pluton une excroissance placée différemment selon les clichés, dont l'examen révéla une périodicité d'une semaine. Christy annonça sa découverte le 7 juillet 1978 et proposa de la nommer Charon.
Comparativement à Pluton, Charon est un très gros satellite (son rayon de 600 km environ est la moitié de celui de Pluton, estimé à 1 170 km), et le barycentre des deux corps se trouve au-delà de la surface de Pluton (à un peu plus de deux rayons plutoniens). Il s'agit du plus grand système de ce genre dans le Système solaire (certains astéroïdes binaires possèdent également ce trait, comme (617) Patrocle ; le barycentre du Soleil et de Jupiter est également situé à l'extérieur du premier) et il y est parfois fait référence comme un système binaire d'astéroïdes.
Sous l'effet de marée gravitationnelle, Pluton et Charon sont tous les deux en rotation synchrone, avec une période de 6,387 jours : Charon présente toujours la même face à Pluton et Pluton la même face à Charon, un fait inhabituel dans le Système solaire pour deux objets de cette taille (mais non exceptionnel, certains astéroïdes binaires possèdent cette propriété).
La découverte de Charon a permis en exploitant de 1985 à 1990 les occultations de Charon par Pluton et les transits de Charon devant Pluton de préciser la masse totale du système double et de déterminer que celle-ci était inférieure aux estimations précédentes. En fait, elle a amené les astronomes à revoir totalement leur estimation de la taille de Pluton. À l'origine, on pensait que Pluton était plus grande que Mercure (on lui donnait environ 6 800 km de diamètre) et plus petite que Mars, mais les calculs étaient fondés sur le fait qu'un seul objet était observé (on ne distinguait pas Charon de Pluton). Une fois le système double découvert, l'estimation de la taille de Pluton a été revue à la baisse. Il est possible aujourd'hui, avec des instruments modernes, de distinguer le disque de Pluton séparément de celui de Charon (voir l'image établie par Hubble en 2006).
En conséquence, l'albédo de Pluton a dû aussi être recalculé et revu à la hausse : la planète étant bien plus petite que les premières estimations, sa capacité à réfléchir la lumière devait être plus importante que ce que l'on pensait. Les estimations actuelles lui donnent une valeur moyenne de 58 %, tandis que Charon avec 36 % apparaît beaucoup plus sombre. Charon n'a pas retenu le méthane, seule de la glace d'eau et d'ammoniac y a été détectée.
Les observations faites par la sonde New Horizons en juillet 2015 ont permis de découvrir une zone sombre au nord de ce satellite, surnommée « Mordor » par l'équipe de la NASA.

### Hydre et Nix

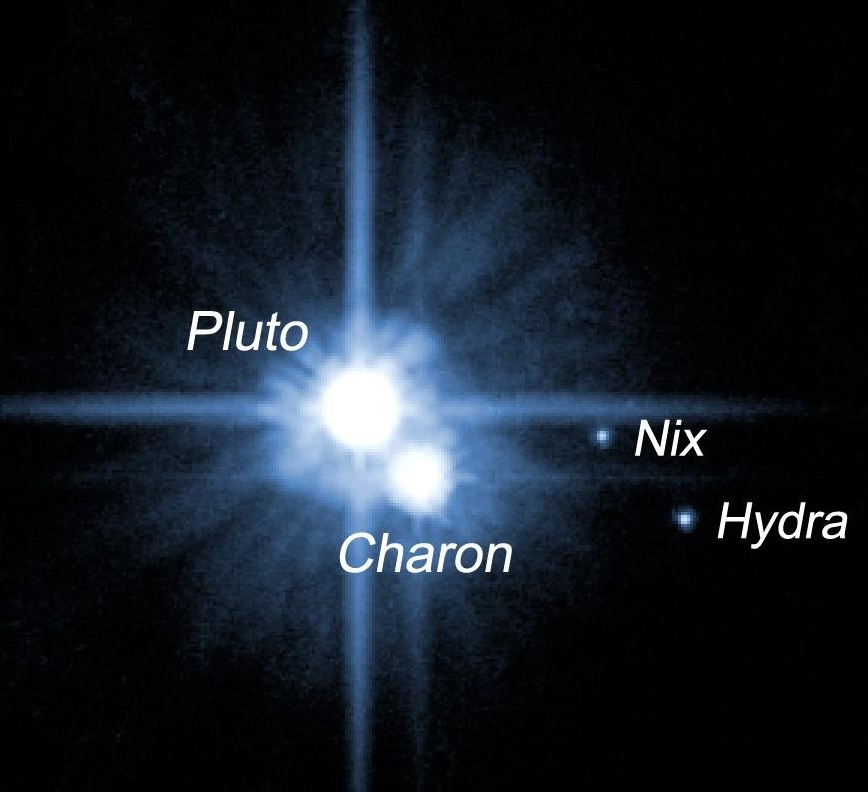
Pluton et trois de ses cinq satellites connus, vus par Hubble le 15 février 2006.

Pluton possède deux autres satellites, qui furent photographiés le 15 mai 2005 lors d'une campagne d'observation du télescope spatial Hubble, temporairement nommés S/2005 P 1 et S/2005 P 2 puis dénommés Hydre (du nom du monstre l'Hydre) et Nix (de Nyx, mère de Charon). Ils ont été repérés par une équipe du Southwest Research Institute sur des clichés pris pour préparer la nouvelle mission d'exploration lointaine du Système solaire, New Horizons. Leur existence fut confirmée par l'examen de photographies prises par Hubble et datant du 14 juin 2002.

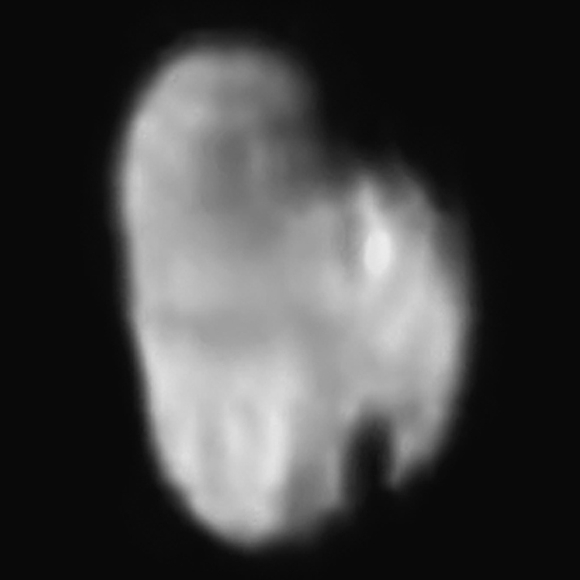
Photographie du satellite Hydre.

D'après les premières observations, le demi-grand axe de l'orbite de Nix mesure 49 000 km avec une période de 24,9 jours et celui de l'orbite d'Hydre 65 000 km avec une période de 38,2 jours. Les deux satellites semblent orbiter dans le sens rétrograde dans le même plan que Charon et sont deux et trois fois plus éloignés que celui-ci, avec une résonance orbitale proche de (mais pas égale à) 4:1 et 6:1.
Les observations se poursuivent pour déterminer les caractéristiques des deux astres. Hydre est parfois plus brillant que Nix, soit parce qu'il est plus grand, soit parce que la luminosité de sa surface varie suivant les zones. Le spectre des satellites est similaire à celui de Charon, ce qui suggère un albédo similaire d'environ 0,35 ; dans ce cas, le diamètre de Nix est estimé à 46 km et celui de Hydre à 61 km. Une limite supérieure peut être déterminée en supposant un albédo de 0,04 similaire aux objets les plus sombres de la ceinture de Kuiper : 137 ± 11 km pour Nix et 167 ± 10 km pour Hydre. Dans ce cas, la masse des satellites serait 0,3 % de celle de Charon (0,03 % de la masse de Pluton).

### Autres objets orbitant autour de Pluton

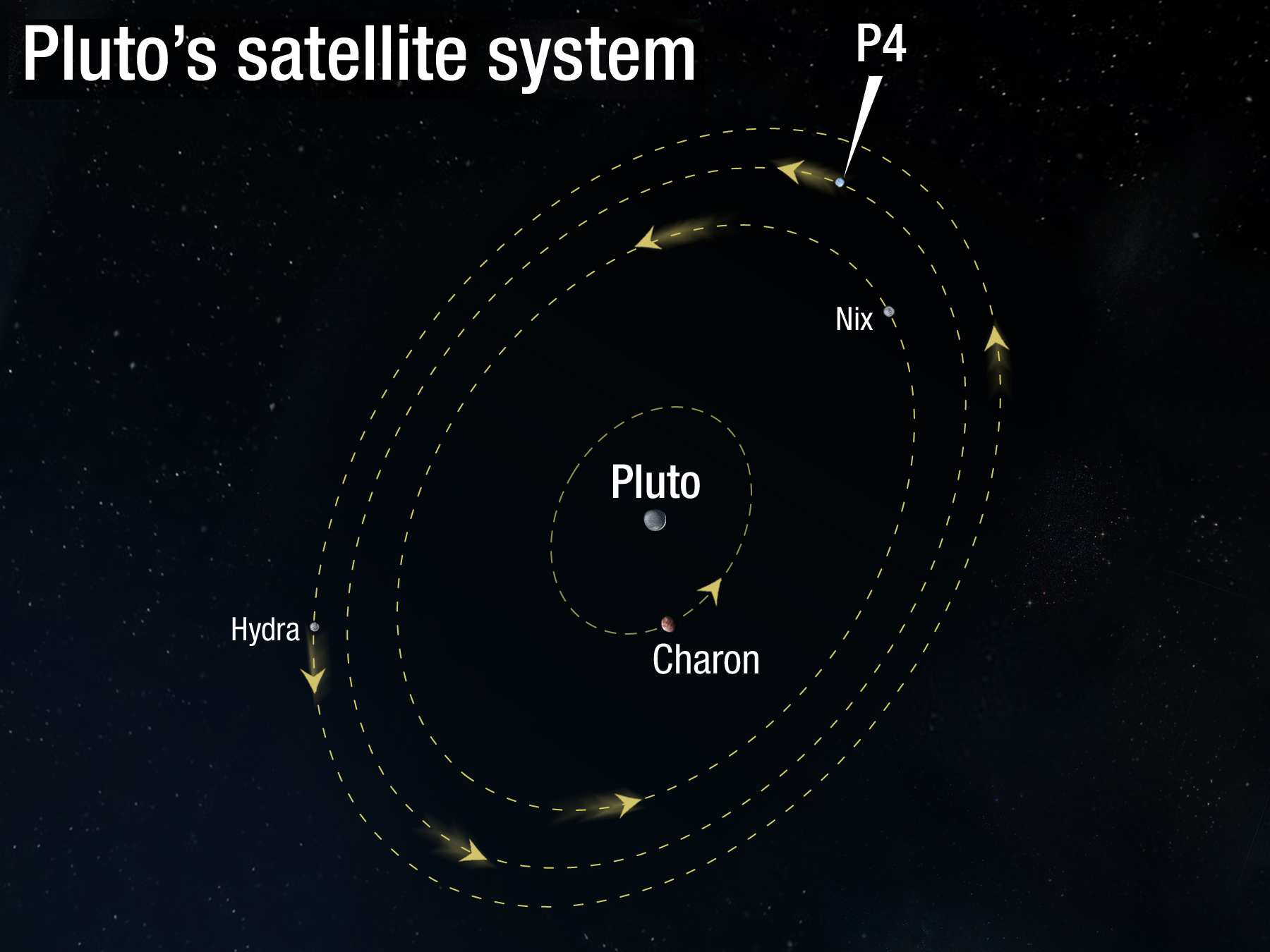
Schéma des orbites du système plutonien. S/2011 (134340) 1 (indiqué par P4) orbite entre les lunes Nix et Hydre.

Pluton possède un quasi-satellite nommée (15810) Arawn.
Les observations effectuées par le télescope spatial Hubble ont placé des limites quant à l'existence de satellites additionnels dans le système plutonien. Avec une probabilité de 90 %, aucune lune de plus de 12 km et d'un albédo similaire à celui de Charon (soit 0,38) n'existe dans une zone de 5" autour de Pluton. Pour un albédo plus sombre de 0,041, cette limite est portée à 37 km. Avec une probabilité de 50 %, cette limite descend à 8 km.
Dans un article publié dans la revue Nature, une équipe de scientifiques américains conduite par S. A. Stern (du Southwest Research Institute) a annoncé que Nix et Hydre se sont très probablement formées lors du même impact géant qui a donné naissance à Charon. L'équipe a émis l'hypothèse que d'autres grands objets binaires de la ceinture de Kuiper pourraient également abriter de petites lunes et que celles qui gravitent autour de Pluton pourraient générer des anneaux de débris autour de la planète naine. À l'heure actuelle, les données provenant de la caméra de prospection avancée d'Hubble suggèrent qu'aucun anneau n'existe. Dans le cas contraire, il s'agit d'un anneau ténu comme ceux de Jupiter ou de moins de 1 000 km de large.
Lors d'une nouvelle campagne d'observation réalisée à l'aide du télescope spatial Hubble, une nouvelle lune fut observée, le 28 juin 2011. Cette observation a été confirmée par d'autres le 3 et le 18 juillet. La petite lune nommée Kerberos (quelquefois francisé en Cerbère ; provisoirement S/2011 (134340) 1 ou P4) et dont la taille doit être comprise entre 13 et 34 km, a une orbite inscrite entre celles de Nix et d'Hydre.
Une nouvelle lune appelée Styx (provisoirement S/2012 (134340) 1 ou P5), a été découverte entre le 26 juin et le 9 juillet 2012, elle fut baptisée par l'Union astronomique internationale, le 2 juillet 2013.
Après une première inspection des environs de Pluton les 11 et 12 mai 2015, lors de laquelle l'instrument LORRI de la sonde New Horizons a pris 144 photos de 10 minutes chacune afin de repérer tout objet qui pourrait être dangereux pour la sonde lors de sa traversée du système plutonien, aucun nouveau satellite n'a été repéré. S'ils existent, les satellites supplémentaires de Pluton ont donc une taille maximale de 5-15 kilomètres (intervalle correspondant à différents albédos). De même, aucun anneau de matière n'a été repéré, ce qui signifie que, s'ils existent au-delà de l'orbite de Charon, ils sont soit extrêmement fins — moins de 1 000 km de large — soit extrêmement peu réflectifs (ils réfléchiraient moins d'un cinq-millionième de la lumière solaire incidente).

## Théories sur l'origine du système plutonien

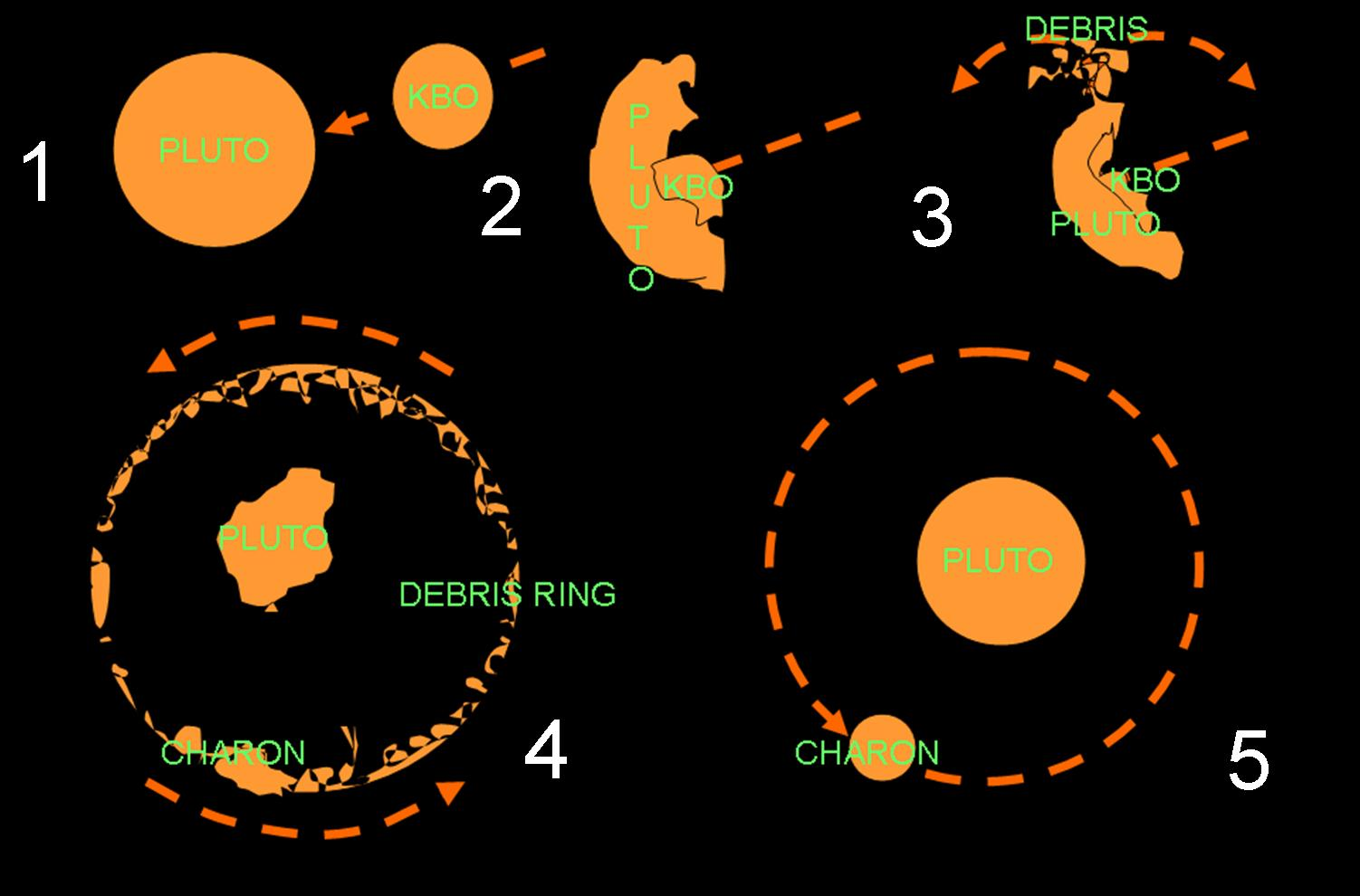
Scénario possible de la formation de Charon par collision.

Différentes théories ont été formulées pour expliquer l'origine du système plutonien, et notamment la petite taille de Pluton, comparable à celle de satellites de la géante voisine Neptune.
- Le mathématicien britannique Raymond Lyttleton a envisagé en 1936 que Pluton et Triton tournaient ensemble autour de Neptune, et qu'une perturbation gravitationnelle avait éjecté Pluton hors de l'orbite planétaire, tandis qu'elle replaçait Triton sur une orbite rétrograde[140]. Cette idée eut cours assez longtemps, et Gerard Kuiper l'a reprise en voyant dans Pluton un ancien satellite de Neptune ; Triton semble en outre partager certaines caractéristiques atmosphériques et géologiques avec Pluton. Même si ces points ont été évoqués pour soutenir une origine neptunienne de Pluton, le consensus actuel est que ce dernier n'a jamais fait partie des satellites de Neptune.
- L'orbite rétrograde de Triton laisse penser que celui-ci était à l'origine un objet de la ceinture de Kuiper sur une orbite solaire et qu'il fut capturé par Neptune[141]. Selon le scénario de formation du Système solaire le plus communément admis (modèle de Nice), Pluton et Charon se sont formés par accrétion en même temps que d'autres corps, et ont ensuite été chassés au-delà de l'orbite de Neptune par l'influence gravitationnelle des planètes géantes. Alors qu'une partie de ces corps étaient éjectés aux confins du Système solaire, ceux qui subsistaient forment la ceinture de Kuiper. Les corps qui orbitaient en résonance 2:3 avec Neptune gardaient une orbite stable, parmi ceux-ci Pluton[142]. Le couple Pluton-Charon se serait formé par capture mutuelle lors d'un frôlement ou d'une collision entre ces deux objets, et Nix et Hydre seraient peut-être des vestiges de cette rencontre[143].
- La détermination de la taille et de la densité de Pluton et Charon par la sonde New Horizons permet aujourd'hui de préciser leur composition. En admettant qu'il s'agit d'un mélange de roches (formées par condensation de la nébuleuse solaire) et de glaces, Pluton comporterait environ 2/3 de roches (en masse) et Charon 3/5 : ces deux corps ont des densités plus proches l'une de l'autre[e] que des autres objets de Kuiper de grande taille (≳ 1 000 km de diamètre), tandis que les quatre petits satellites (Hydra, Nix, Kerbéros et Styx) sont beaucoup plus riches en glaces[126]. Ces résultats tendent à privilégier la formation de Pluton et Charon par l'impact, à vitesse modérée, de deux corps précurseurs partiellement différenciés[144]. Cette théorie est compatible avec ce qu'on sait des conditions dynamiques anciennes dans la ceinture de Kuiper, mais implique que les deux corps précurseurs se soient accrétés tardivement[126]. La richesse en glaces des petits satellites n'est pas compatible avec une formation directe du système plutonien par déstabilisation gravitationnelle de la nébuleuse solaire, un mécanisme qui a été proposé pour la formation des objets de Kuiper binaires[145].

## Superstitions
Le nom-même attribué à Pluton en tant que maître des Enfers a excité outre mesure l'imagination des astrologues à une époque de temps troublés où l'astrologie a - comme d'habitude pour les périodes de crises- connu une effervescence (à cette époque, elle est sortie de sa clandestinité, faisant irruption dans les médias de masse,). Le spécialiste de l'histoire de l'astrologie Jacques Halbronn trouve curieux que le nom choisi par les astronomes ait déterminé le symbolisme adopté par les astrologues. En effet, il y avait dans le nom « Pluton » l'idée du juge des âmes, et dès lors d'une sorte de Jugement Dernier. Quatre ans seulement après la découverte de l'astre, l'astrologue allemand Fritz Brunhübner, voyant en Pluton un astre super-maléfique, a affirmé que « Pluton peut être appelé l'aspect cosmique à l'origine du Troisième Reich »,. Avec une absence de recul remarquable pour un astre dont la période de révolution est de 249 ans, Brunhübner est alors allé jusqu'à attribuer à Pluton la maîtrise astrologique sur le signe du Scorpion. Il n'a cependant pas fait consensus : Alexandre Volguine estimait que Pluton gouvernait le signe du Sagittaire alors que Dane Rudhyar voyait l'astre en analogie avec le signe du Bélier. D'autres ont fait l'hypothèse d'une maîtrise astrologique sur le signe des Poissons!

## Pluton dans les œuvres de fiction
- En 1922, dans le roman-feuilleton d'anticipation L'Anneau de lumière : grand roman scientifique d'aventures, de L. Miral et A. Viger (pseudonymes du romancier Ernest Jacob 1858-1942 et du vulgarisateur scientifique Alphonse Berget, 1860-1934), épisode no 57 paru dans Le Petit Parisien du 3 janvier 1922 (roman publié en volume sous le titre L'Anneau de feu, Hachette, 1922, p. 275), on nomme Pluton la planète transneptunienne à découvrir (découverte dans le récit par les astronomes de la planète Mars, qui la nomment "Zooh" dans leur langue) : "Cette planète inconnue, soupçonnée, pressentie par Le Verrier qui sans l'apercevoir lui avait donné le nom de Pluton, cette planète était là, sous leurs yeux. Son image, faible mais nette, se projetait sur un écran" [Le Verrier ne semble pas avoir nommé cette planète encore inconnue Pluton ; ce nom semble avoir été donné pour la première fois à cet astre en 1897, par un astrologue, Fomalhaut (pseudonyme de Charles Nicoullaud, 1854-1923), dans son Manuel d'astrologie sphérique et judiciaire (Vigot, 1897)]. Plus étonnant, le récit de Miral et Viger affirme que Pluton possède un gros satellite : "Et autour de sa masse, on voyait graviter un satellite unique mais énorme, un satellite gros comme le quart de la planète elle-même", curieuse prescience de Charon. Voir https://gallica.bnf.fr/ark:/12148/bpt6k6048876/f2.item.zoom
- En 1930, dans la nouvelle Celui qui chuchotait dans les ténèbres, H. P. Lovecraft met en scène des créatures venant d'une planète nommée Yuggoth et récemment découverte par les humains, c'est-à-dire Pluton.
- En 1931, dans le film La Chasse à l'élan, Walt Disney baptise un de ses personnages de films d'animation en l'honneur de la planète récemment découverte. C'est le chien Pluto.
- En 1962, dans la bande dessinée Le Piège diabolique, Edgar P. Jacobs situe sur la planète Pluton la base de la résistance armée contre la dictature terrienne du LIe siècle.
- Dans les années 1970, une série d'histoires courtes en BD publiées dans le journal Spirou sous la signature de Gelem (Gérard Lemaire), met en scène un personnage et son voisin nommé Harry Kô aux prises avec des extra-terrestres venus notamment de Mercure, de Saturne et de Pluton.
- En 1974, dans le roman La Guerre éternelle de Joe Haldeman, l'entraînement initial des soldats se situe sur Charon, satellite principal de Pluton.
- Dans les années 2010, dans la série Rick et Morty, le peuple de Pluton est terrifié à l'idée de perdre son statut de planète. La diminution du diamètre de Pluton est expliquée par l'exploitation minière du cœur de la planète.
- En novembre 2014, dans la vidéo WHAT THE CUT #35 Antoine Daniel, des chameaux venant de Pluton attaquent la Terre et sont vaincus par une alliance de Terriens et des Pirates de l'espace (sauf le Pérou)[157].
- En 2017, dans le roman court Les Agents de Dreamland, Caitlín R. Kiernan utilise l'approche de Pluton par la sonde New Horizons comme un des deux éléments centraux de son intrigue faisant en quelque sorte suite à Celui qui chuchotait dans les ténèbres.

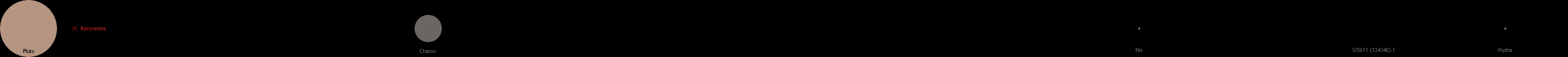
Le système plutonien à l'échelle, tant pour les tailles que pour les distances.

## Pluton dans la musique
- The Creatures, le second groupe de Siouxsie Sioux, sort en 1989 l'album Boomerang. La 7e chanson intitulée Pluto Drive invite l'auditeur à venir faire un tour sur Pluton, vantant à la fois son atmosphère claire, sa température froide et ses océans de méthane. Le rythme binaire et lancinant peut éventuellement évoquer le couple Pluton-Charon dans son mouvement continuel.